# Kalkmagerrasen

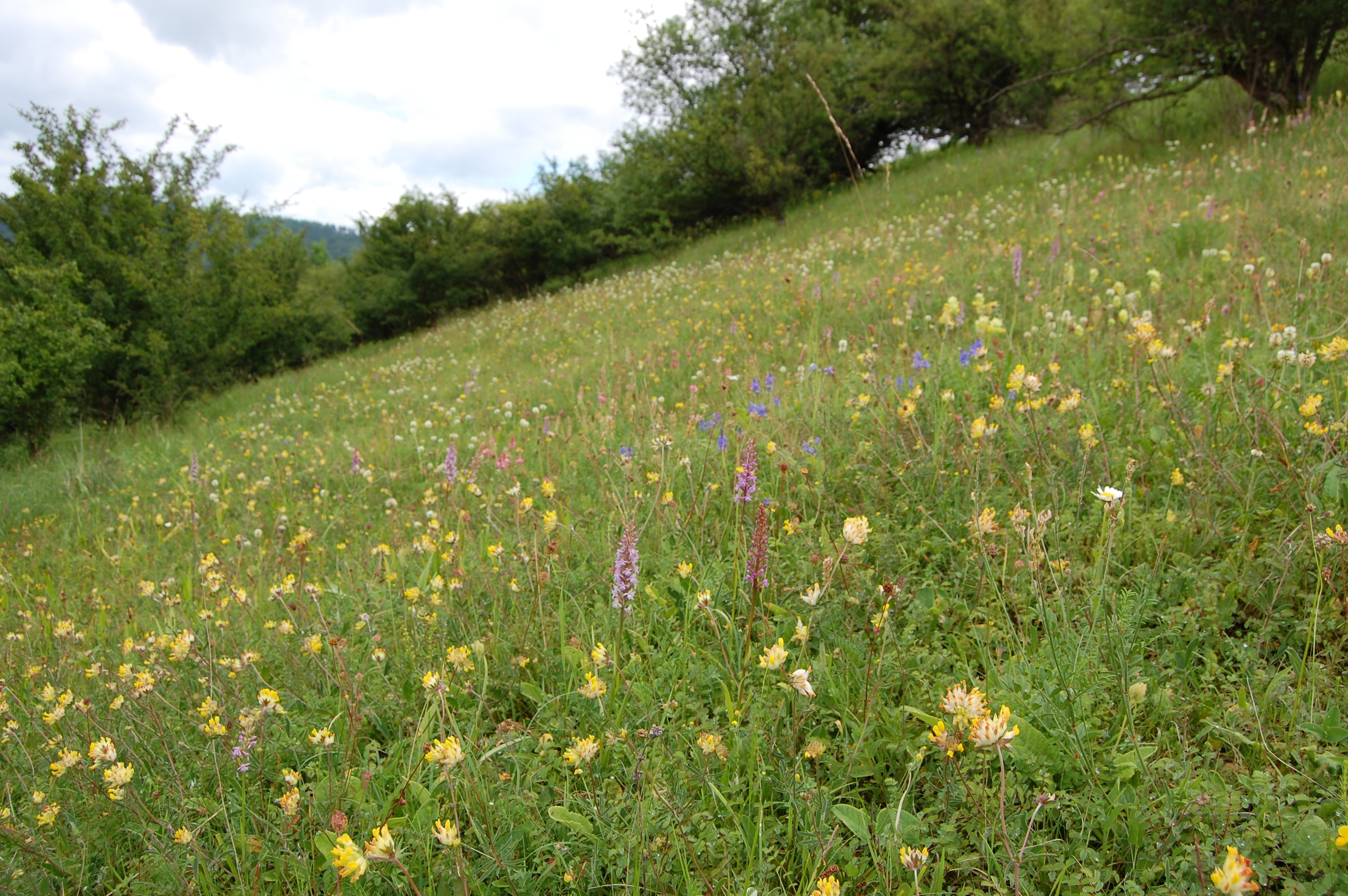
Blütenreicher Kalkmagerrasen am Walberg bei Walburg (Werra-Meißner-Kreis, Nordhessen)

Kalkmagerrasen, alternativ auch Kalktrockenrasen genannt, sind extensiv genutzte, arten- und blütenreiche Grasland- oder Grünland-Biotope auf basenreichen Böden. Sie sind in ihrer Artenzusammensetzung verwandt mit den Steppen Osteuropas und Asiens (der eurasischen Steppe), sind aber in Mitteleuropa unter Förderung des Menschen auf Standorten entstanden, die vorher Wald getragen haben (sogenannte Halbkulturformation). Wegen ihres besonderen Artenreichtums und ihrer Bedrohung durch intensivere Nutzungsformen sind Kalkmagerrasen ein Schutzobjekt des Naturschutzes. Verbuschte Kalkmagerrasen werden auch Wacholderheide genannt.

## Standort

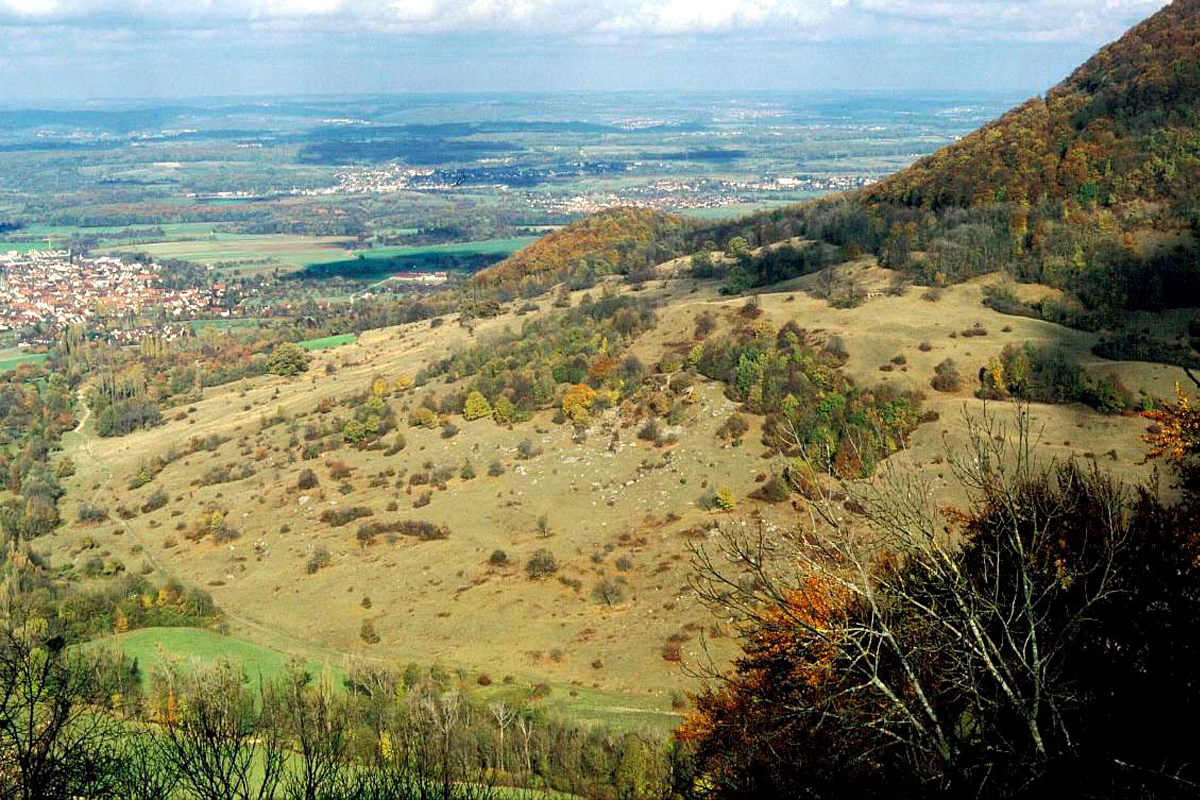
Kalkmagerrasen auf der Schwäbischen Alb (NSG Eichhalde)

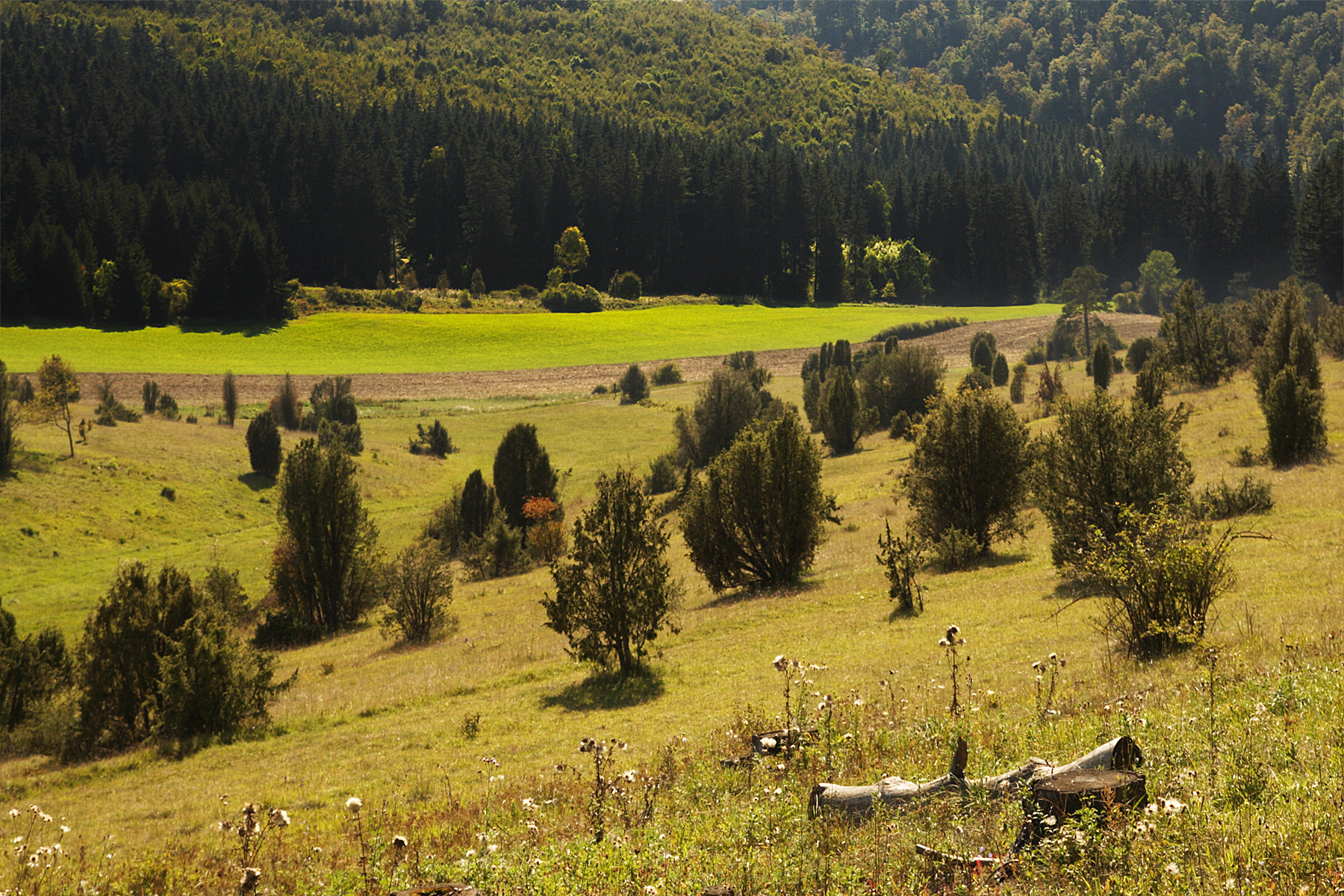
„Naturschutzgebiet Digelfeld“. Große Wacholderheide nordwestlich von Hayingen

Typisch für Kalkmagerrasen ist ihre Nährstoffarmut, insbesondere die Armut an Stickstoff und Phosphor. Die Böden sind in der Regel kalkreich, auf Kalkstein, Dolomit oder nicht entkalktem Löss. Auf Böden aus anderen basenreichen, aber kalkärmeren Gesteinen bilden sich Übergangsbestände zu den Magerrasen saurer Böden (vegetationskundlich als Silikatfels- und Sandmagerrasen gefasst). Diese Übergangsbestände sind aber selten, weil entsprechende Böden sich leicht landwirtschaftlich meliorieren lassen und daher in der Kulturlandschaft kaum erhalten sind. Kalkmagerrasen kommen meist auf flachgründigen Böden vor, oft in mehr oder weniger steiler Hanglage, typischer Bodentyp ist hier eine Rendzina, bei Steppenrasen auf Löss oft eine Schwarzerde (Tschernosem). Je nach Ausprägung und Typ ist der Boden trocken oder mit im Durchschnitt mittlerer Wasserversorgung (frisch), dann aber meist mit einer ausgeprägten Trockenperiode, der die Pflanzen zeitweise erhöhtem Trockenstress aussetzt. Entscheidend für das Vorkommen ist aber der Nährstoff-, nicht der Wassergehalt des Bodens. Bei Stickstoffdüngung können Kalkmagerrasen daher auch ohne Wasserzufuhr in Fettwiesen umgewandelt werden. Pflanzen der Kalkmagerrasen sind meist extrem lichtbedürftig und fallen selbst bei moderater Beschattung aus, wenige ihrer Arten kommen aber noch im Unterwuchs lichter Wälder, vor allem Kiefernwälder, vor. Diese Spezialisierung wurde von Ellenberg als „lichtliebende Hungerkünstler“ umschrieben.
Der Boden eines Kalkmagerrasens liefert den Pflanzen nach ökologischen Messungen nur etwa 20 bis 30 Kilogramm Stickstoff pro Hektar und Jahr zurück, dieser Wert liegt niedriger als in einem Kalkbuchenwald auf vergleichbarem Standort. Diese beruht im Wesentlichen auf den meist am Bestand beteiligten Leguminosen. Ein wichtiger Grund ist, neben der durch Trockenheit gehemmten Mineralisierung, der jahrhundertelange Nährstoffentzug durch die menschliche Nutzung. Die Bestände sind daher landwirtschaftlich ertragsarm und werden im Kataster meist als „Ödland“ geführt. Die jährliche Heuernte liegt bei 10, selten bis 30 Doppelzentnern pro Hektar und ist damit kaum halb so hoch wie in Fettwiesen, auch wenn die Bestände teilweise recht hochrasig sind. Ein erheblicher Teil des Zuwachses der Pflanzen wird in die Wurzeln investiert und ist daher für den Menschen und sein Vieh nicht nutzbar.

## Nutzung
Je nach Typ und Landschaft wurden Kalkmagerrasen traditionell zur Heugewinnung gemäht, oder beweidet. Während in einigen Regionen noch eine Weidenutzung erfolgt, ist die landwirtschaftliche Mahd heute kaum noch üblich, weil der Aufwand auf den meist steilen Hängen hoch und der Ertrag gering ist. Die meisten Flächen werden daher vom Naturschutz gepflegt oder von Landwirten, gegen Ausgleichszahlungen, unter Naturschutzauflagen bewirtschaftet (Extensive Grünlandwirtschaft, Biotopgrünland).

## Vegetation
Die Kalkmagerrasen gehören im pflanzensoziologischen System in die Klasse Festuco-Brometea. Die weitere Gliederung erfolgt nach dem Standort (trocken oder frisch) und nach der Region, mit ihrem jeweiligen Klima. So werden Kalkmagerrasen der subozeanischen Region (Westeuropas) und der subkontinentalen Region (Osteuropas) unterschieden. Auch die Bestände im Norden und Nordosten (Baltikum, Südskandinavien, zum Beispiel die Alvare auf Öland) und diejenigen Südeuropas (Balkan und Südalpen) sind voneinander und von den mitteleuropäischen verschieden. Dabei sind mehrere Systeme der Gliederung im Gebrauch, bei denen teilweise deutlich unterscheidbare Bestände unter demselben Namen aufgeführt sind oder bestimmte Namen nur national angewendet werden, und in anderen Ländern einen anderen Namen erhalten. Das System ist daher teilweise unklar und widersprüchlich. Die folgende Darstellung orientiert sich vor allem an den Verhältnissen in Mitteleuropa.

### Trespen-Trockenrasen
Für das nordwestliche Mitteleuropa typisch sind Kalkmagerrasen, die nach der charakteristischen Grasart Aufrechte Trespe (Bromus erectus) Trespentrockenrasen genannt werden. Im pflanzensoziologischen System bilden sie die Ordnung Brometalia erecti (von einigen Autoren wird stattdessen aus nomenklatorischen Gründen der Name Brachypodietalia pinnati, benannt nach der Fieder-Zwenke Brachypodium pinnatum, bevorzugt). Weitere Charakterarten sind zum Beispiel Gewöhnlicher Hufeisenklee Hippocrepis comosa, Gelbes Sonnenröschen Helianthemum nummularium agg., Echter Wundklee Anthyllis vulneraria, Kartäusernelke Dianthus carthusianorum, Gewöhnliche Kuhschelle Pulsatilla vulgaris.

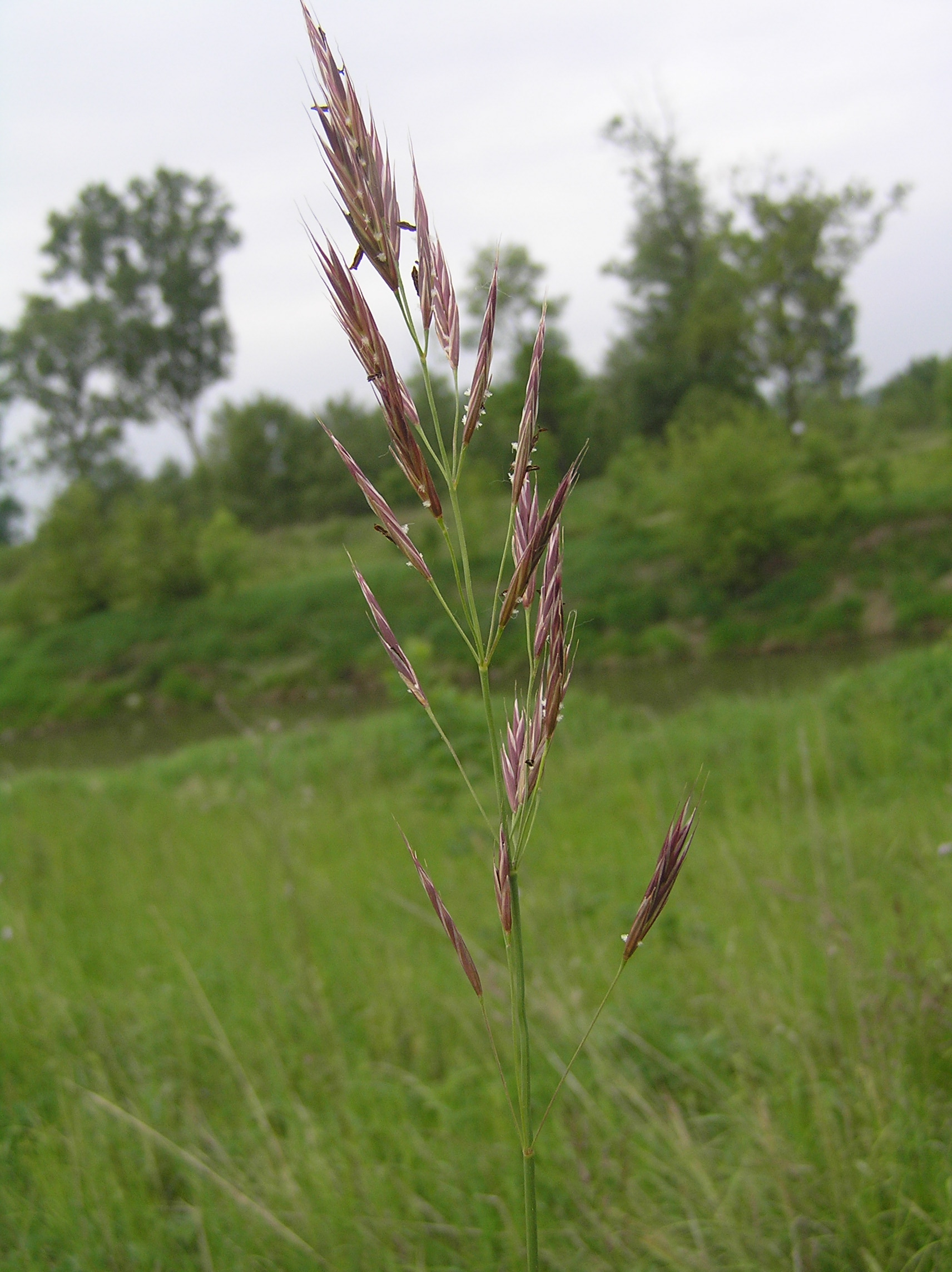
Bromus erectus
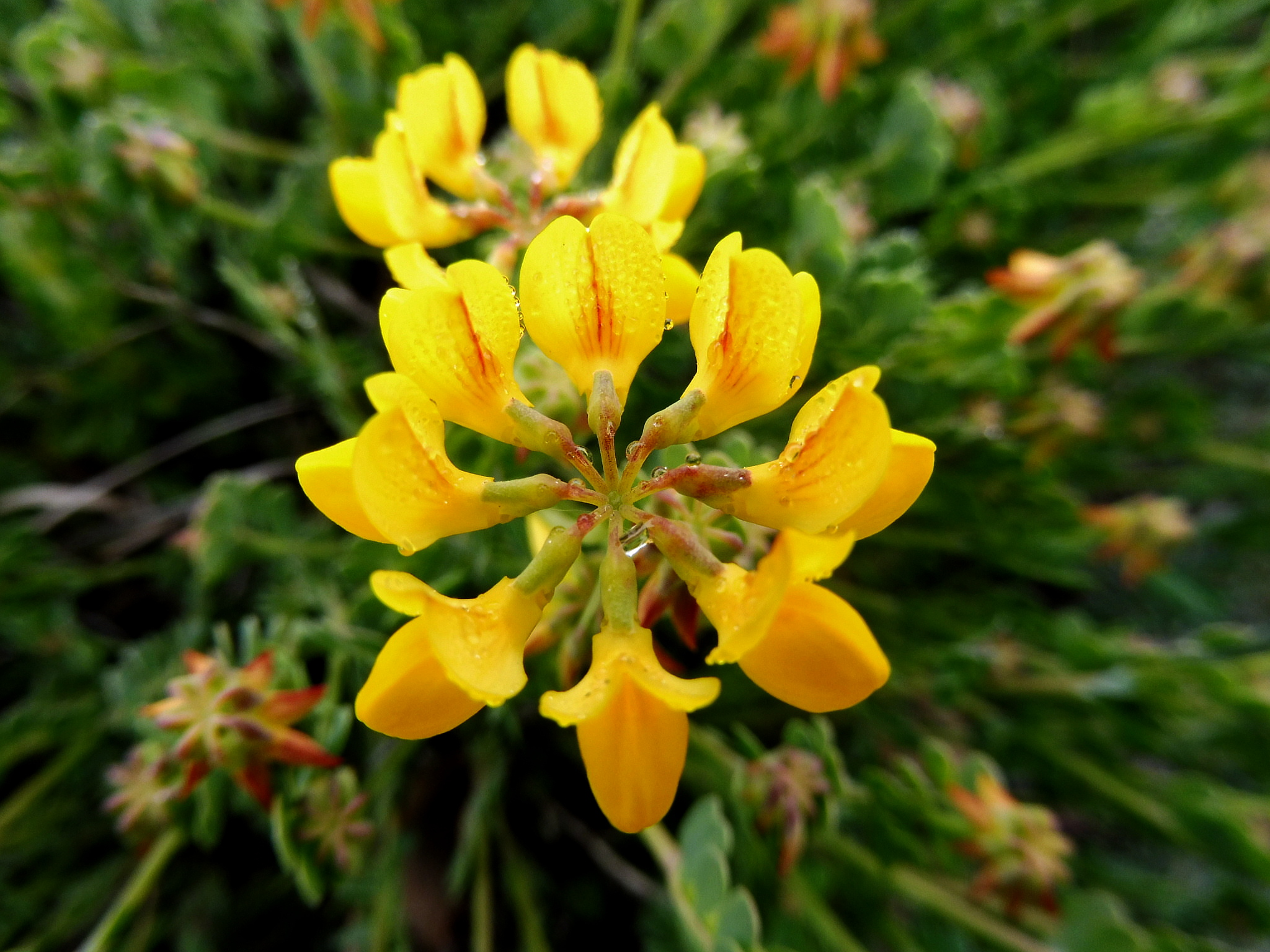
Hippocrepis comosa
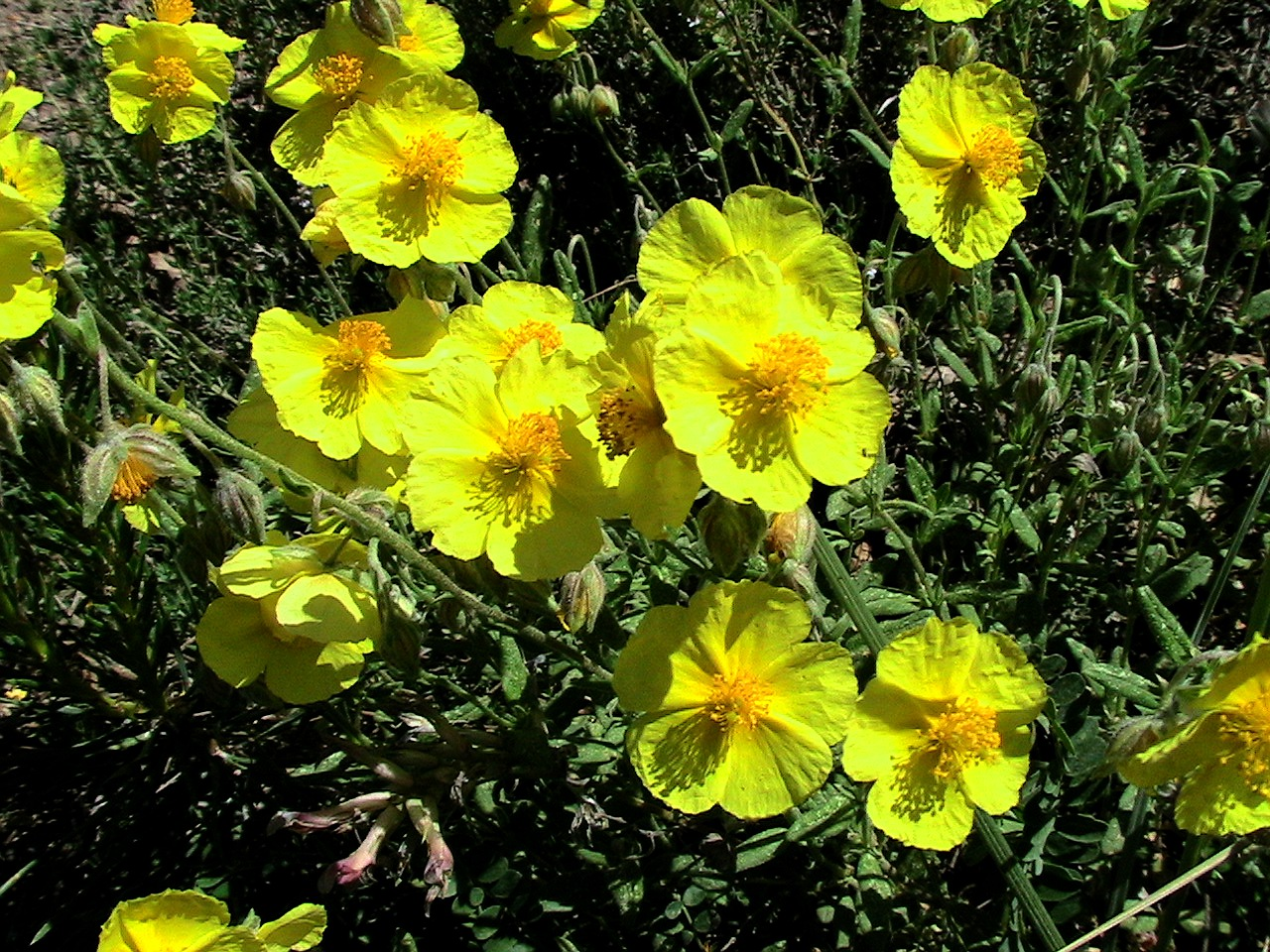
Helianthemum nummularium
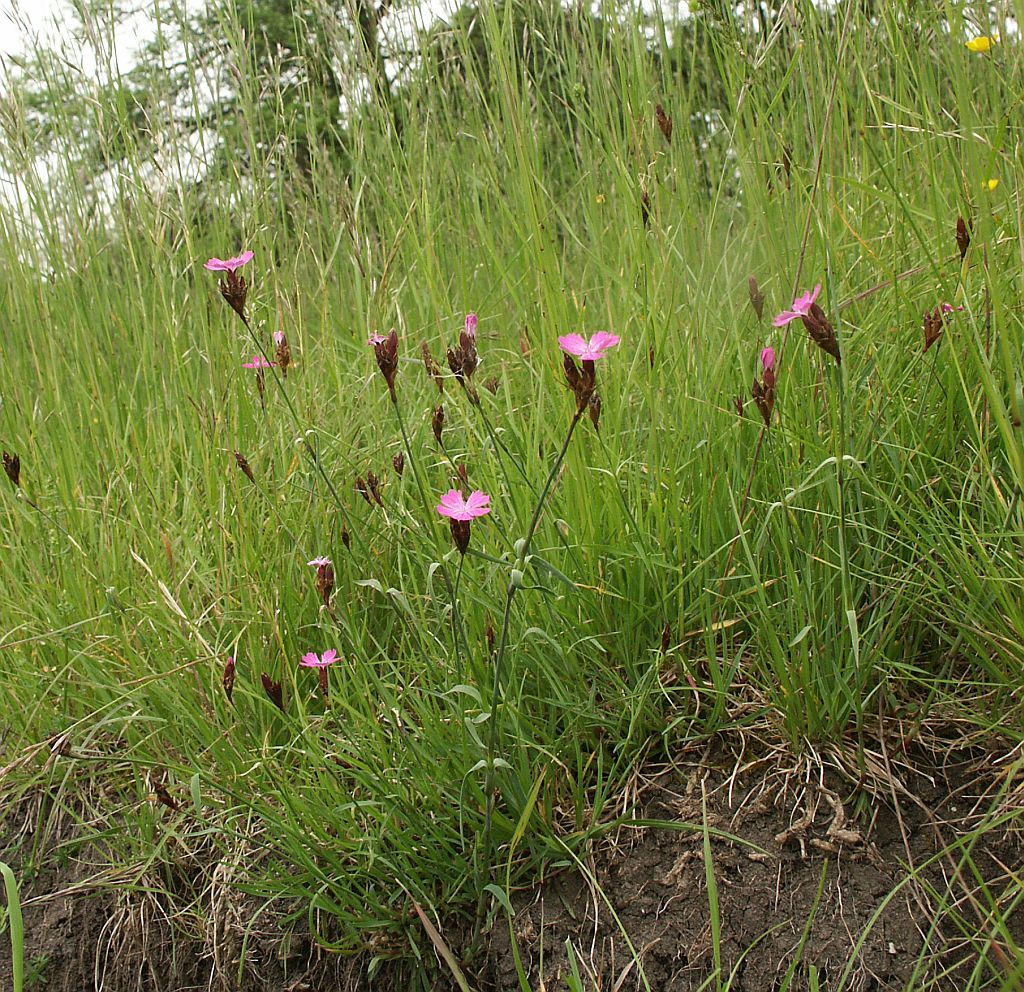
Dianthus carthusianorum
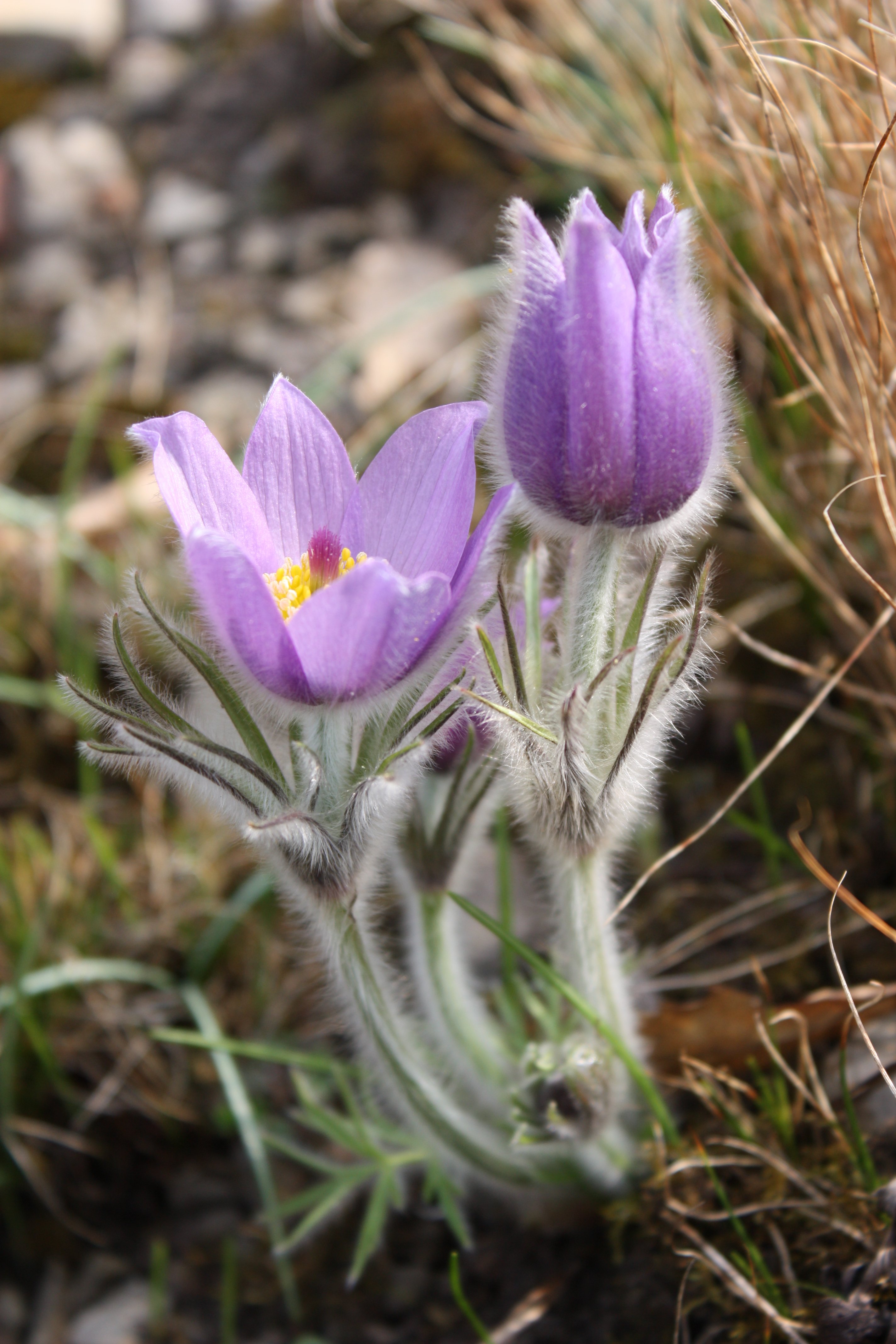
Pulsatilla vulgaris
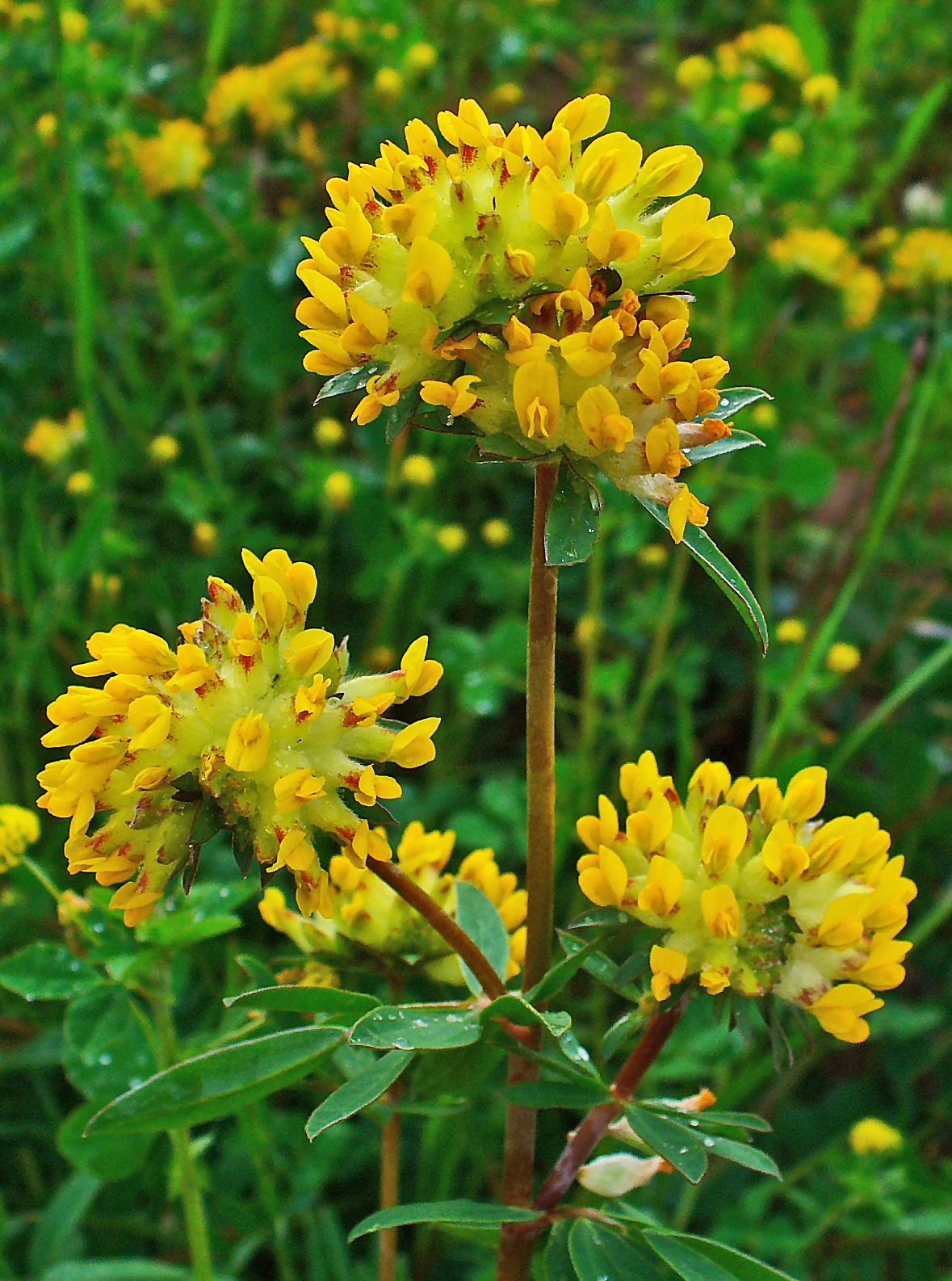
Anthyllis vulneraria

Nach der Trockenheit des Standorts wird unterschieden ein „echter“ oder „Volltrockenrasen“, Xerobrometum, in Deutschland nur in Süddeutschland verbreitet, gefährdet (Rote Liste 3) und ein „Halbtrockenrasen“, Mesobrometum oder Brometum, in Deutschland stark gefährdet (Rote Liste 2).

#### Xerobrometum
Der echte Trespen-Trockenrasen, das Xerobrometum, ist an extrem trockenwarme Fels- oder Kies-Standorte gebunden, geographisch kommt er nur im südwestlichen Mitteleuropa, in der Schweiz, im Elsass, im Oberrheintal und der westlichen Schwäbischen Alb vor. Die Grasnarbe ist lückig strukturiert, es kommen zahlreiche Zwergsträucher vor. In den Lücken finden sich neben Flechten und Moosen verbreitet Frühjahrs-Annuelle. Zu den Charakterarten gehören nach Oberdorfer Echte Kugelblume Globularia punctata, Schmalblättriger Lein Linum tenuifolium, Gewöhnliches Nadelröschen Fumana procumbens, Blaugrüner Faserschirm Trinia glauca, Berg-Gamander Teucrium montanum.

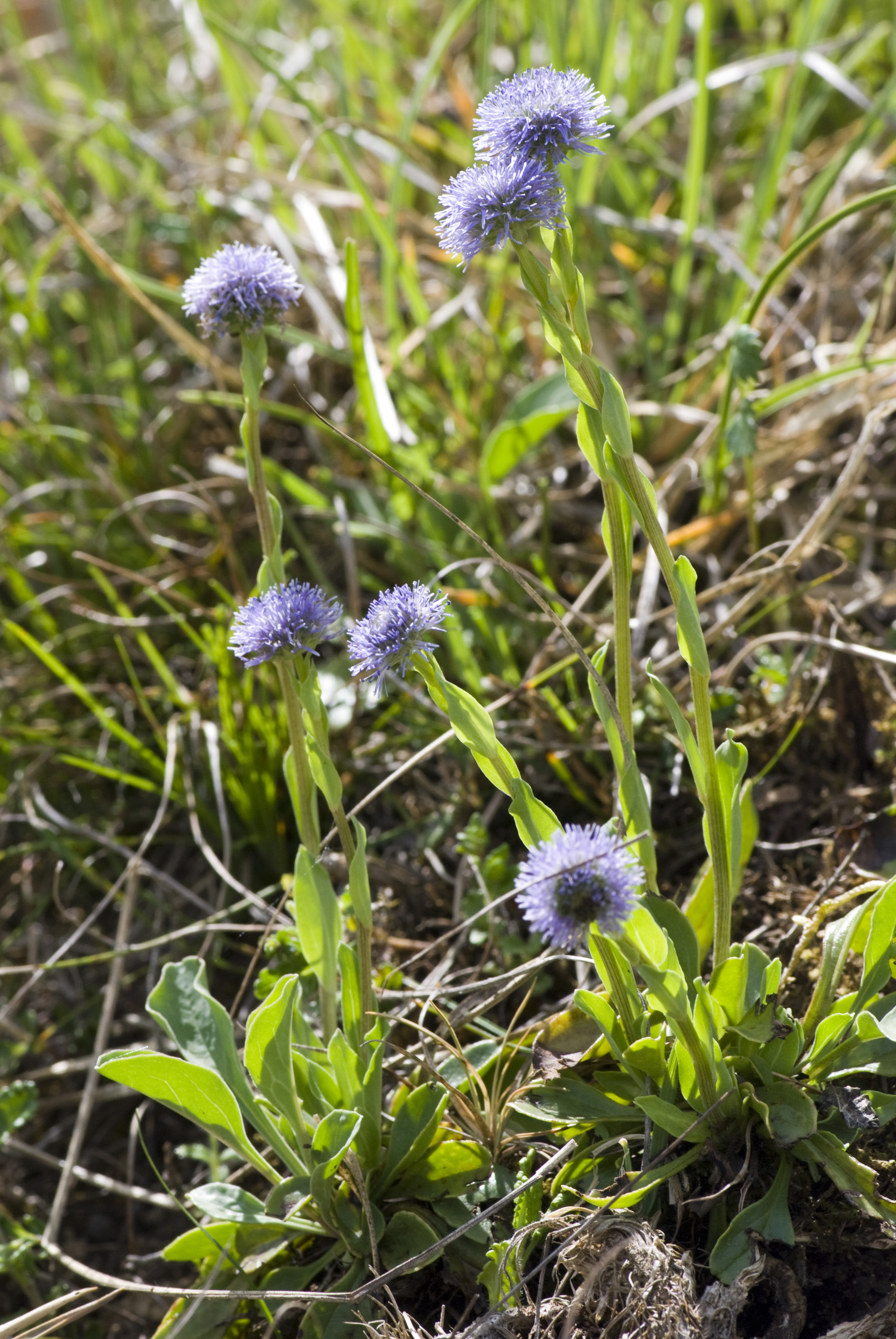
Globularia punctata
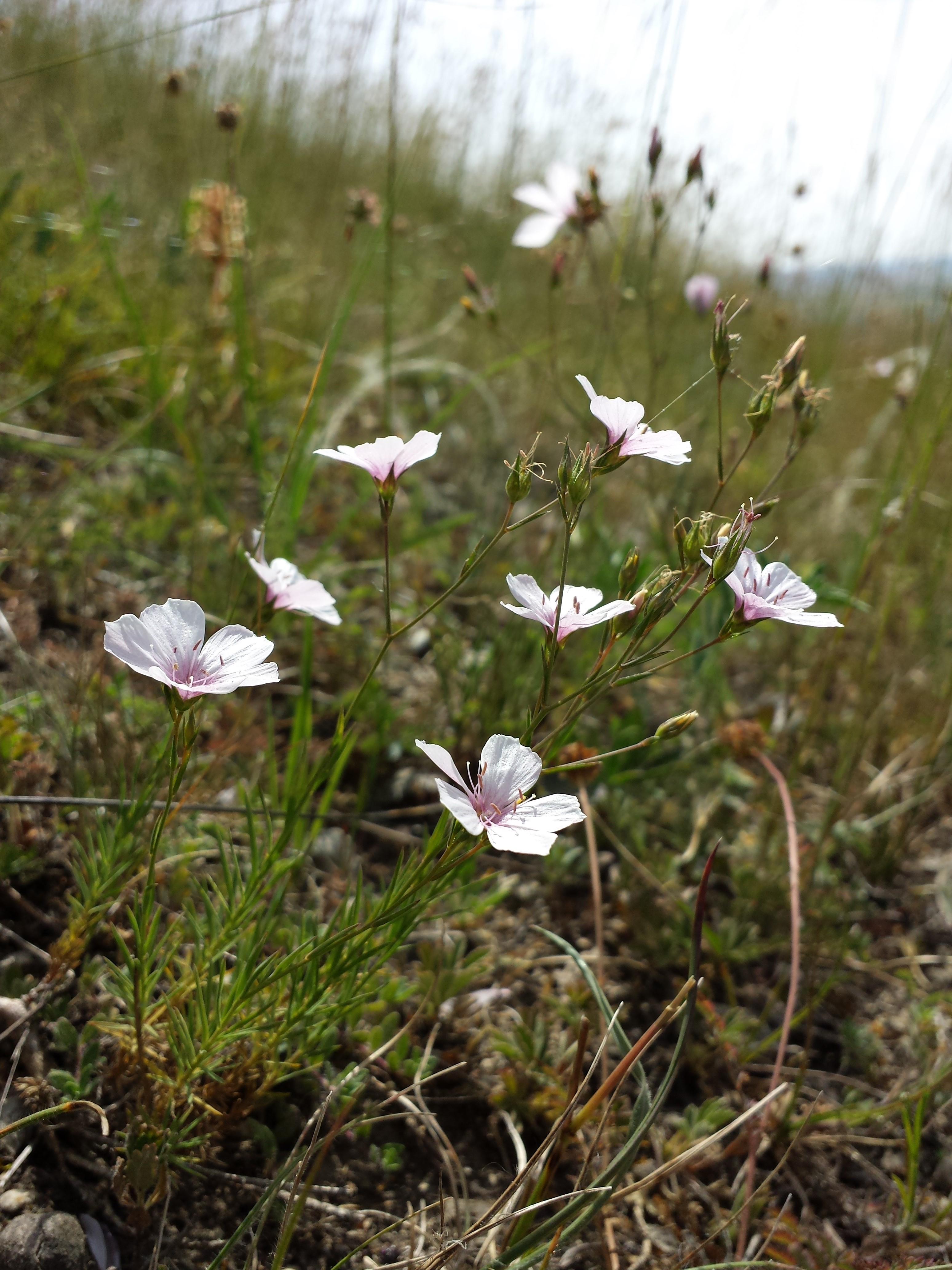
Linum tenuifolium
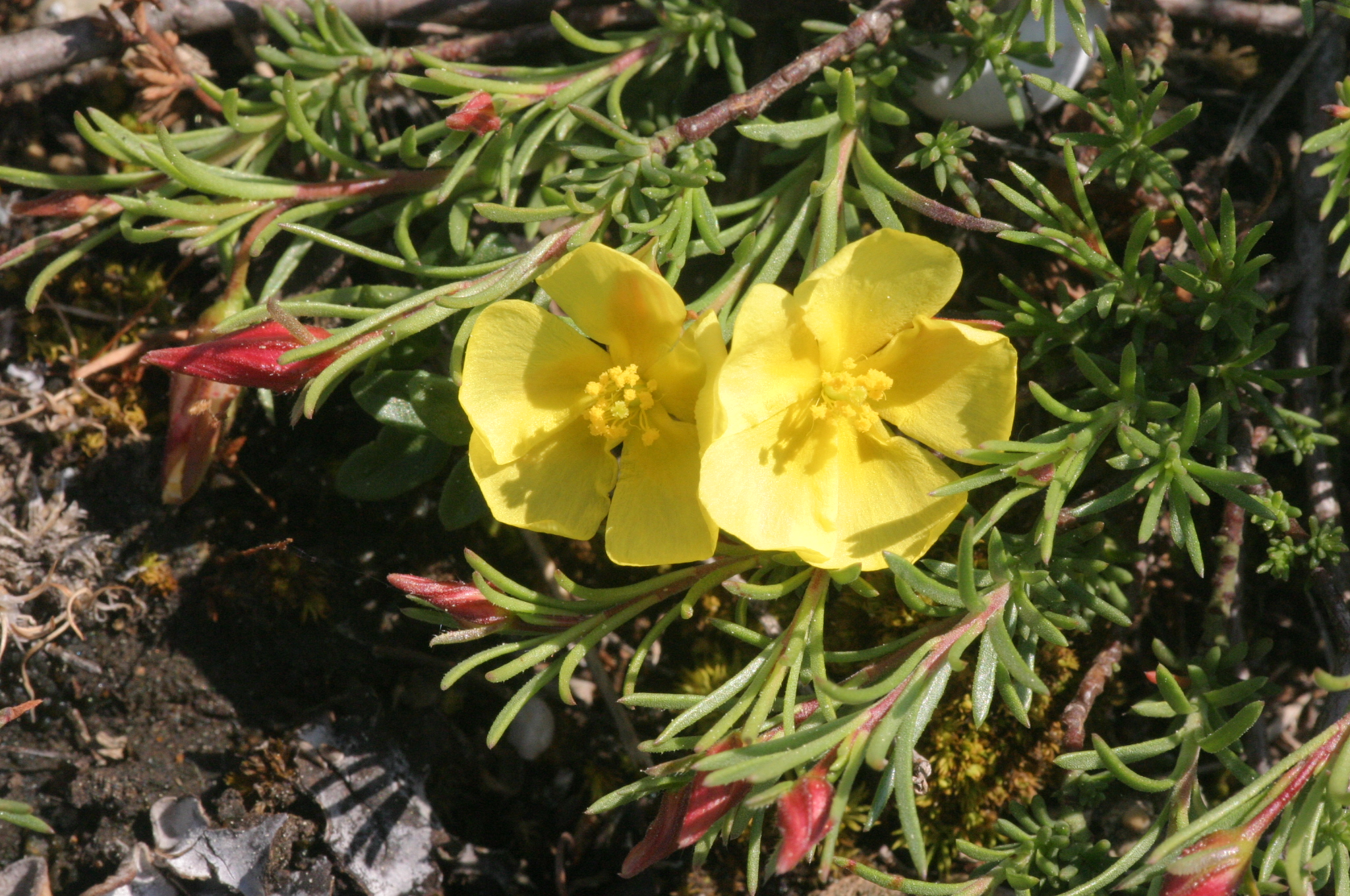
Fumana procumbens
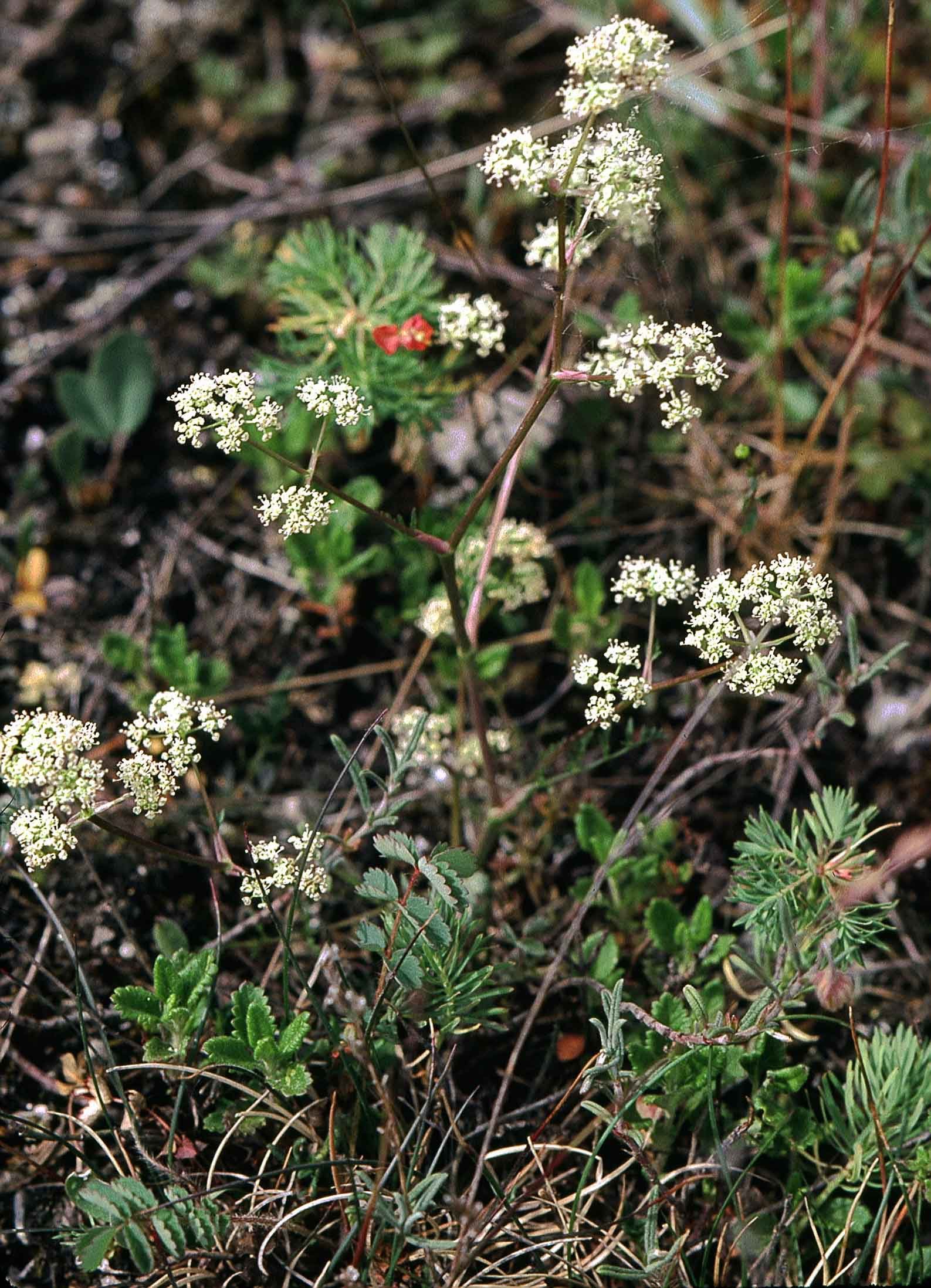
Trinia glauca
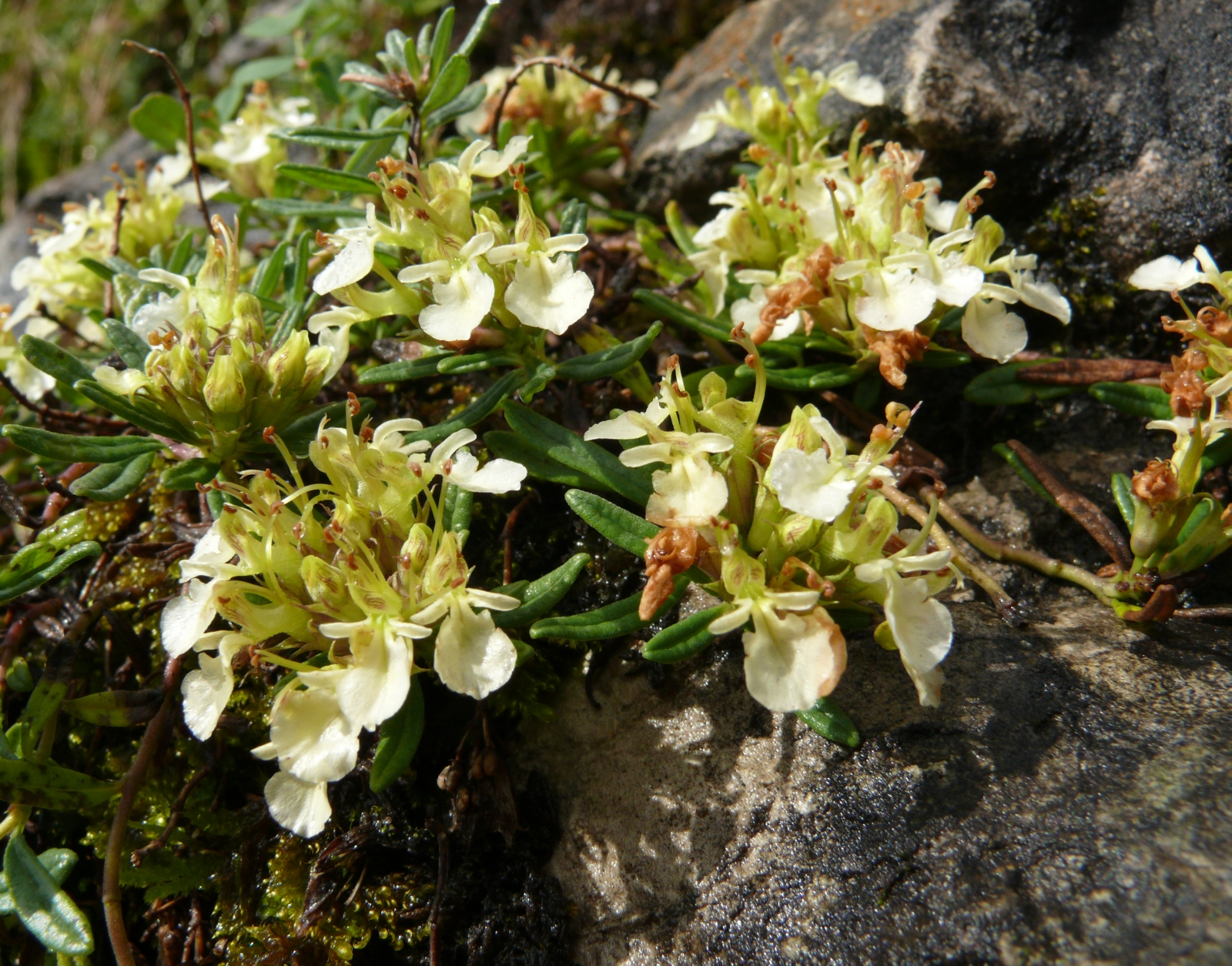
Teucrium montanum

#### Mesobrometum
Die sogenannten Halbtrockenrasen des Verbands Mesobromion sind viel weiter verbreitet als der echte Trespen-Trockenrasen und kommen insbesondere weiter nach Norden und Westen hin vor. Die Grasnarbe ist fast immer geschlossen, der Bestand ist hochwüchsiger und wiesenartiger. Zu den charakteristischen Arten zählen Flaumiger Wiesenhafer Helictotrichon pubescens, Zittergras Briza media, Tauben-Skabiose Scabiosa columbaria, Saat-Esparsette Onobrychis viciifolia, Knolliger Hahnenfuß Ranunculus bulbosus, Raues Veilchen Viola hirta, Großblütige Braunelle Prunella grandiflora, Golddistel Carlina vulgaris, Wiesensalbei Salvia pratensis (auch in artenreichen Fettwiesen auf Kalk), Echte Schlüsselblume Primula veris (auch in Wäldern auf Kalk).
In Mitteleuropa sind (ehemals) beweidete und gemähte Halbtrockenrasen meist anhand der Artenkombination gut erkennbar. Während die Aufrechte Trespe den beweideten Rasen fehlt, treten hier die Gräser Fiederzwenke und Großes Schillergras Koeleria pyramidata sowie eine Reihe von niedrigwüchsigen, dornigen, stacheligen oder giftigen Weideunkräutern hervor, darunter Stängellose Kratzdistel Cirsium acaule, Deutscher Fransenenzian Gentianella germanica, Gewöhnlicher Fransenenzian Gentianopsis ciliata und Kriechende Hauhechel Ononis repens. Dafür wurde eine eigene Assoziation, der „Enzian-Schillergras-Rasen“ (Gentiano-Koelerietum) unterschieden. Mit dem Aufhören der Nutzung (Brache) gleicht sich die Artenkombination aber immer mehr an. Von Westen (Irland) bis ins östliche Mitteleuropa lässt sich bei gemeinsamen Artengrundstock eine Abfolge charakteristischer Artenkombinationen ausmachen, die vielfach als eigene Assoziationen aufgefasst werden. Die Assoziation Mesobrometum, die vor allem in Süddeutschland vorkommt, deckt davon nur einen Teil ab.

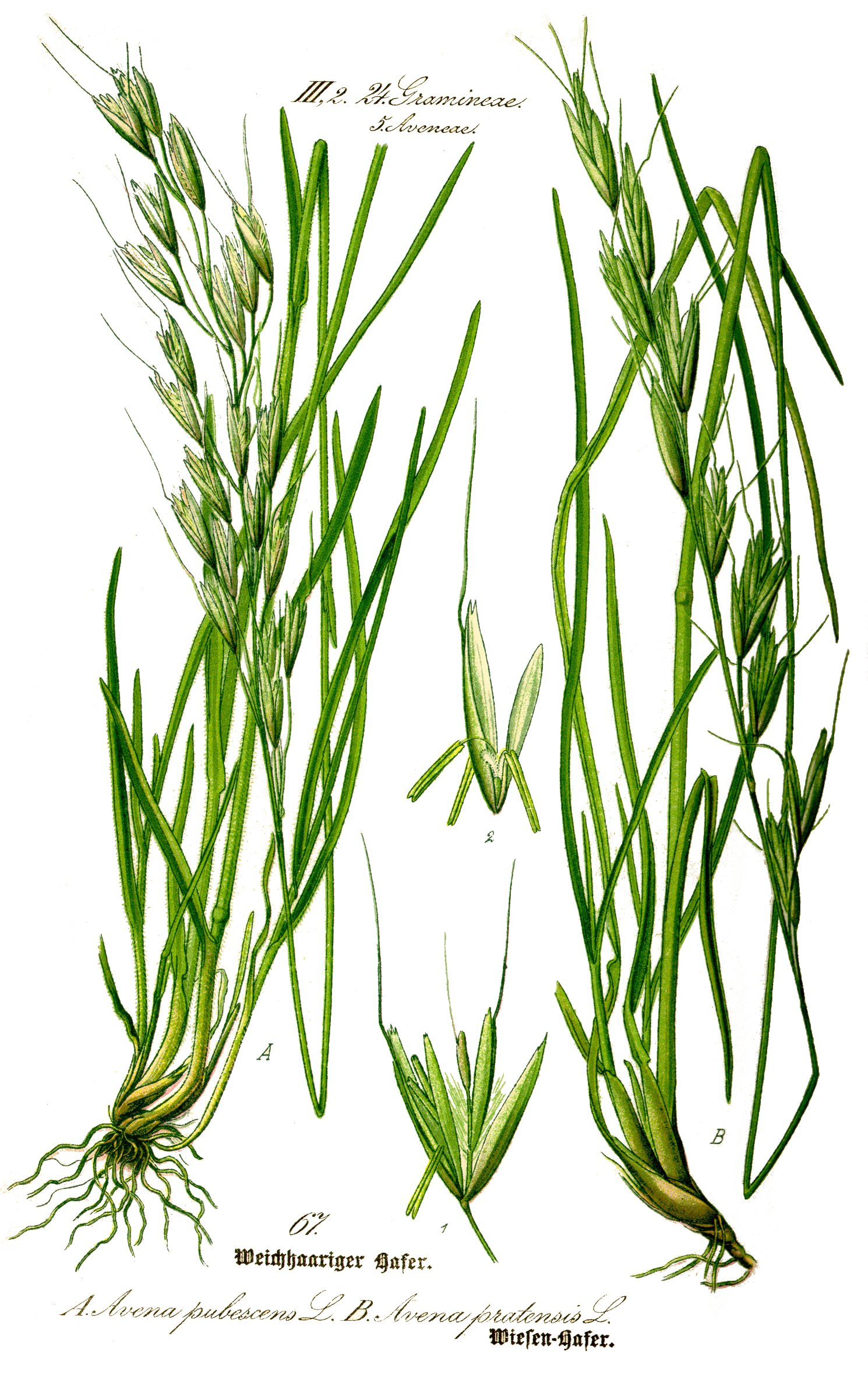
Helictotrichon pubescens
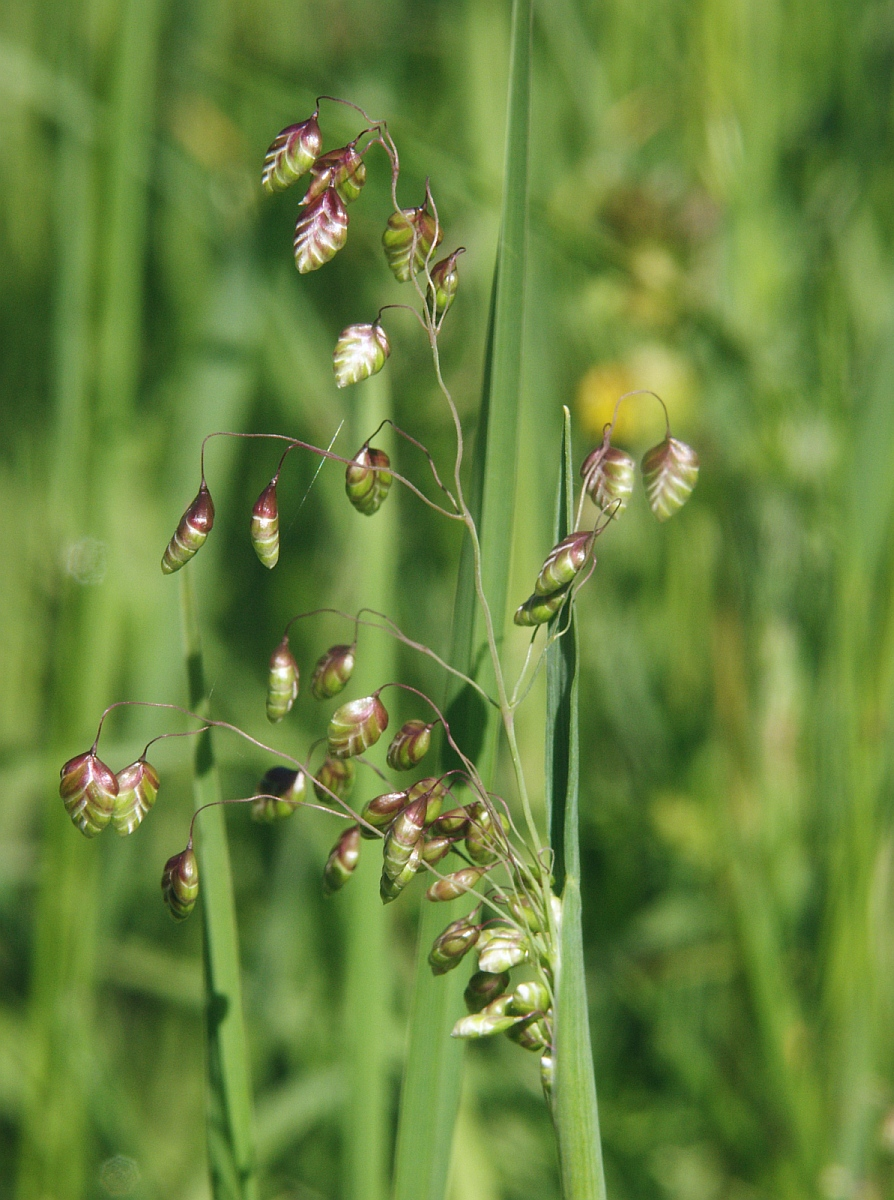
Briza media
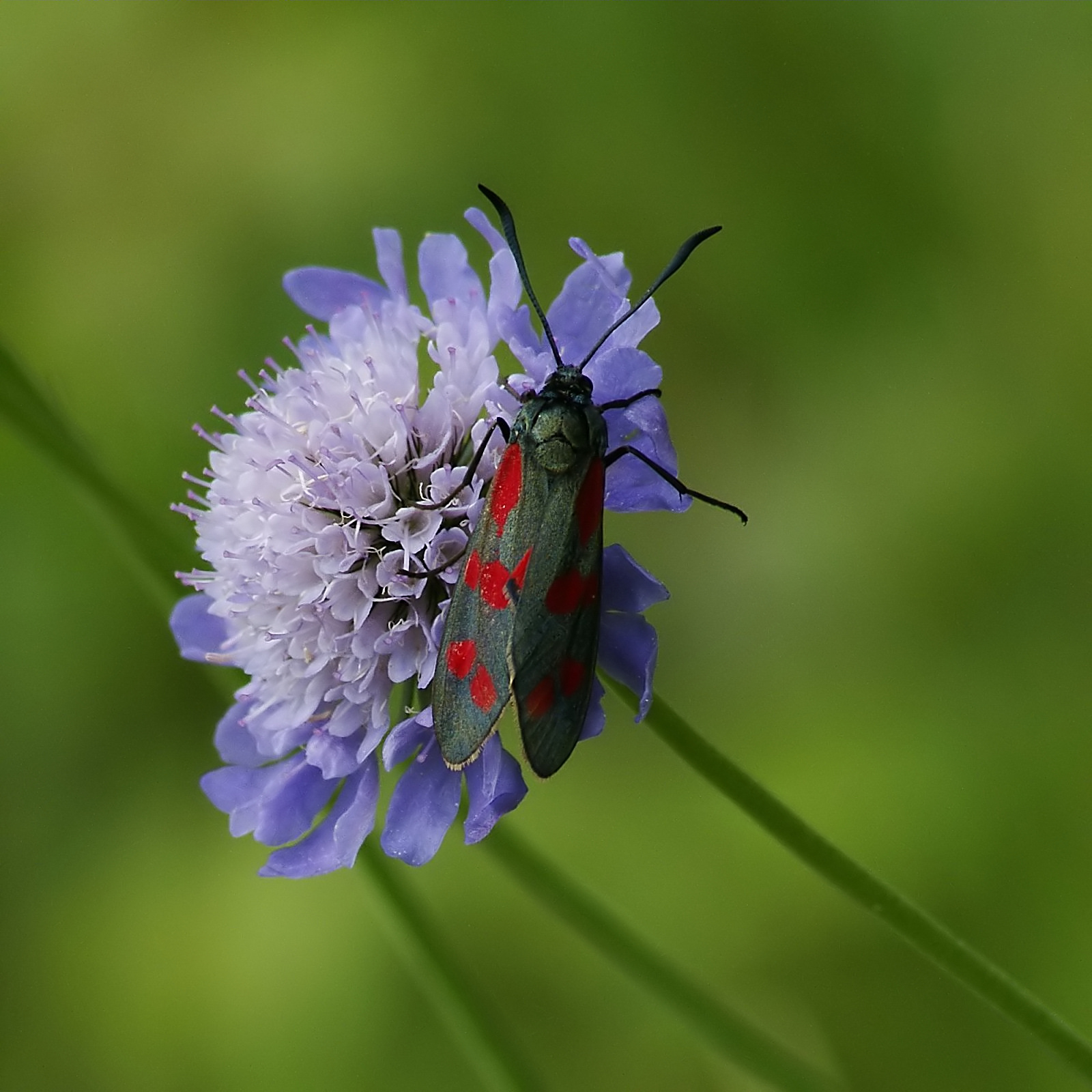
Scabiosa columbaria (Blüte mit Sechsfleck-Widderchen Zygaena filipendulae)
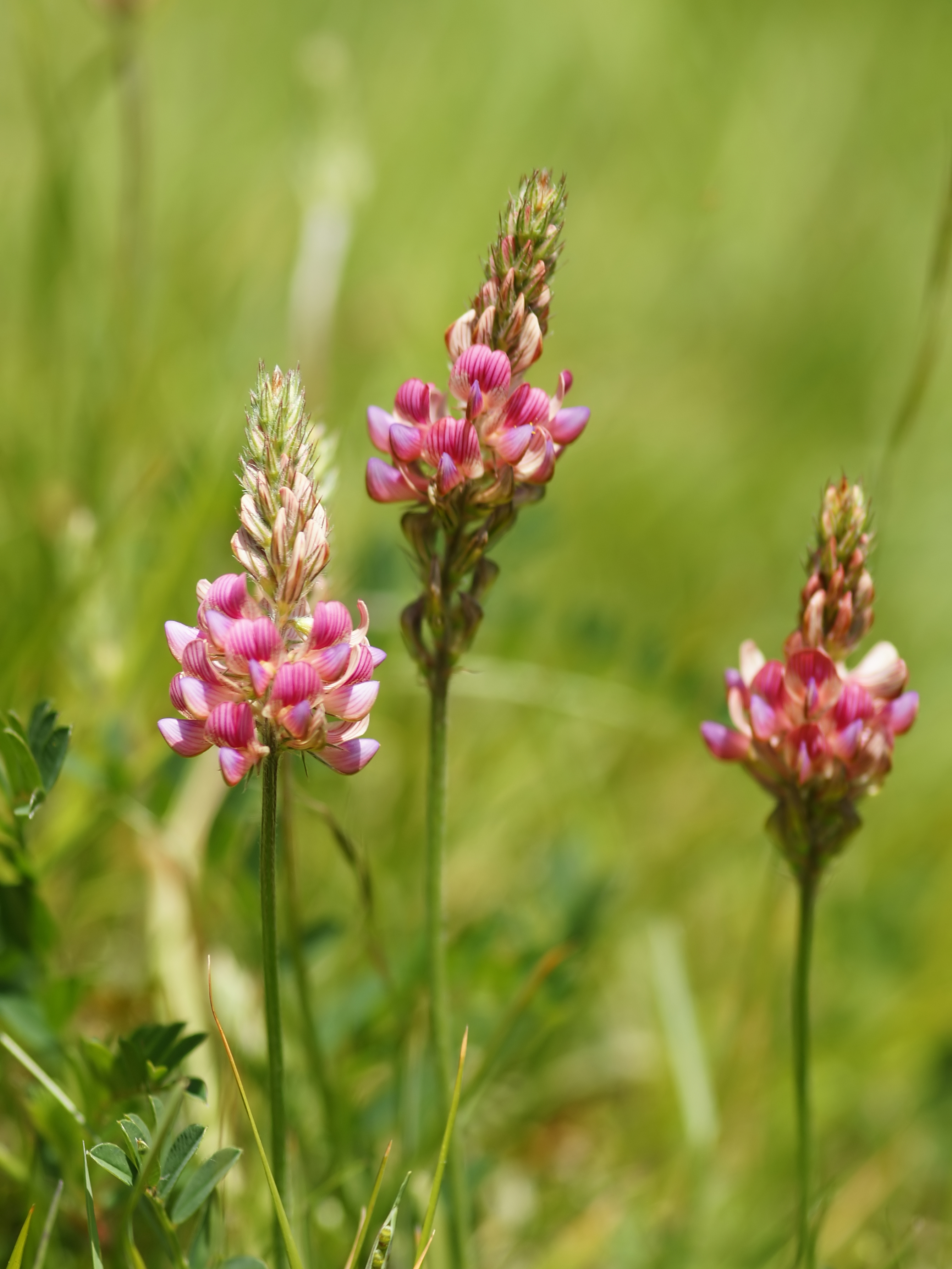
Onobrychis viciifolia
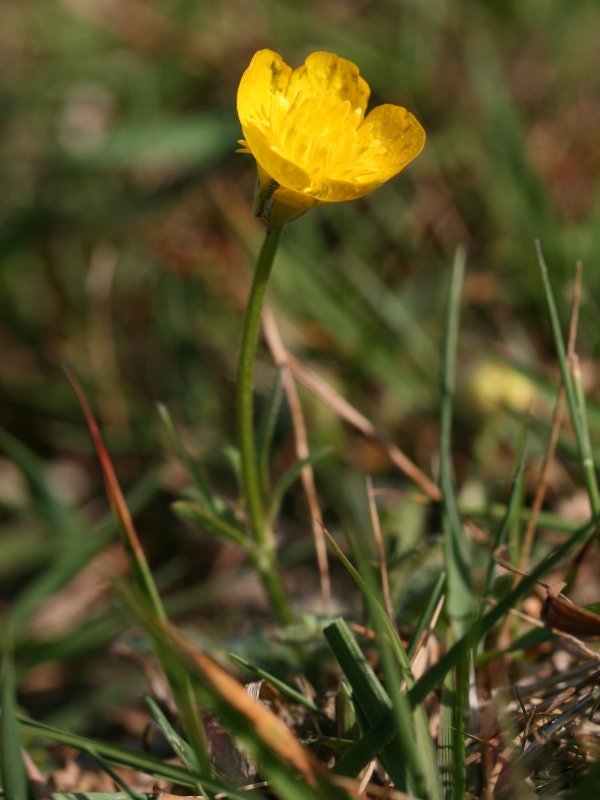
Ranunculus bulbosus
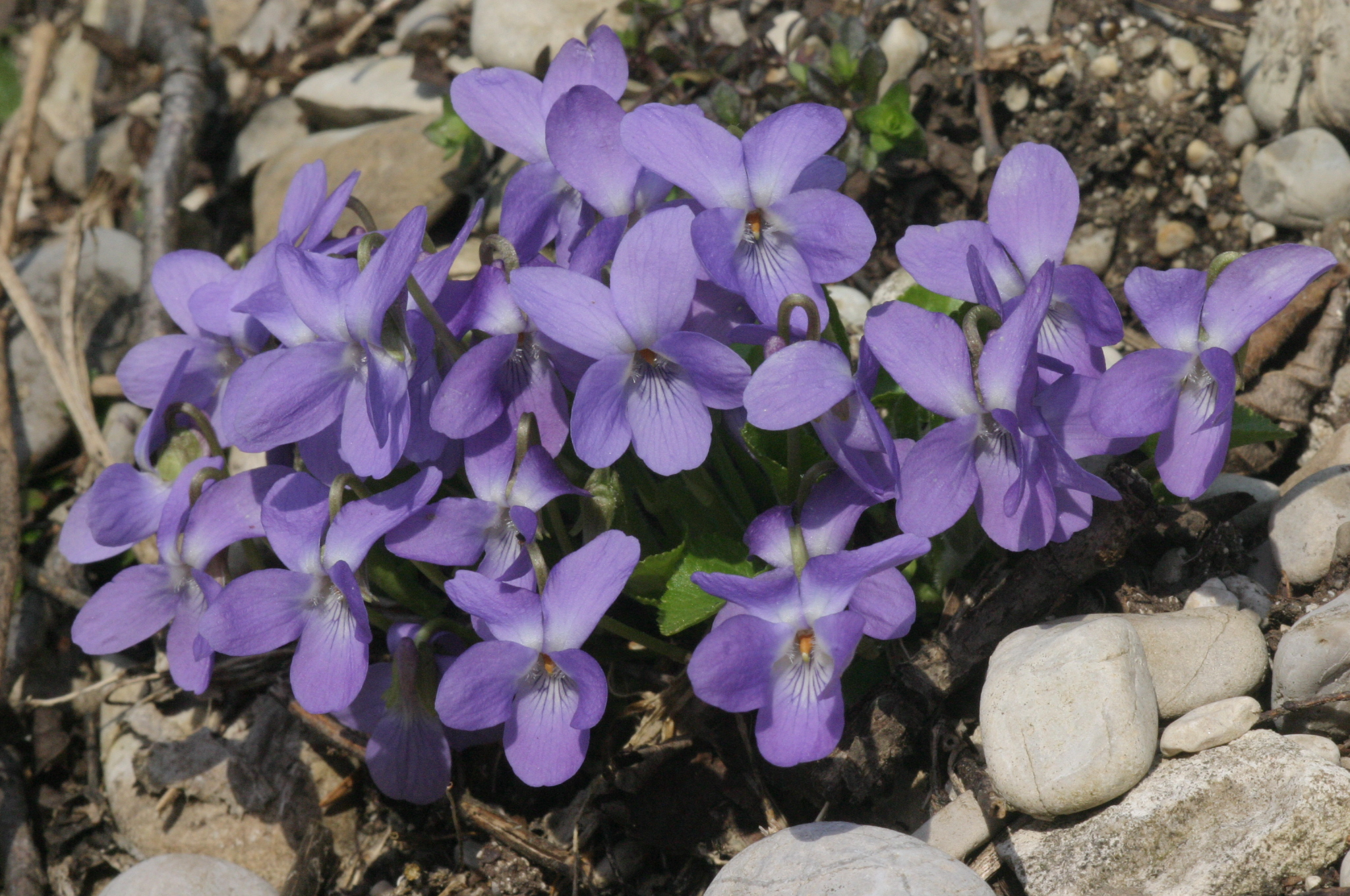
Viola hirta
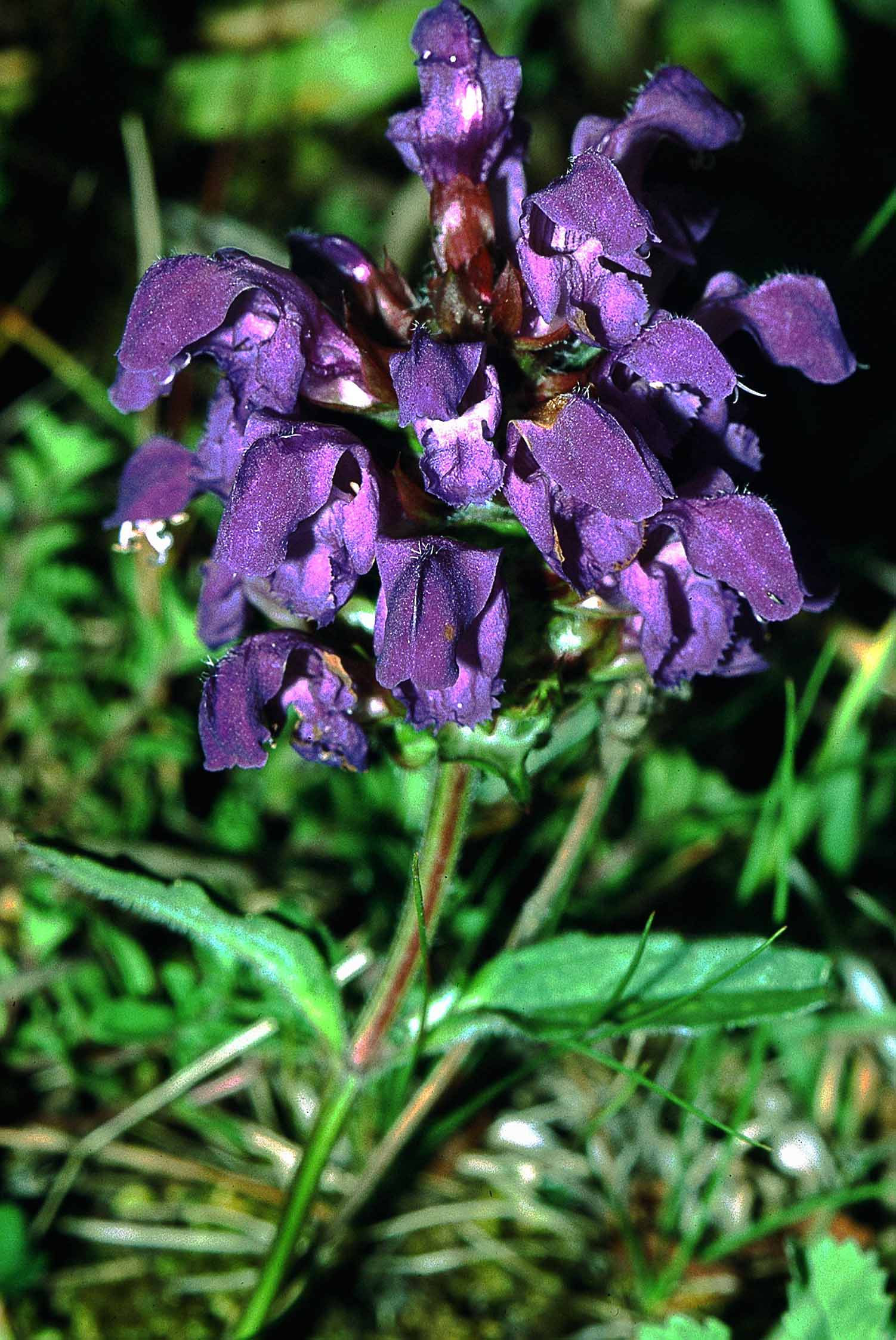
Prunella grandiflora
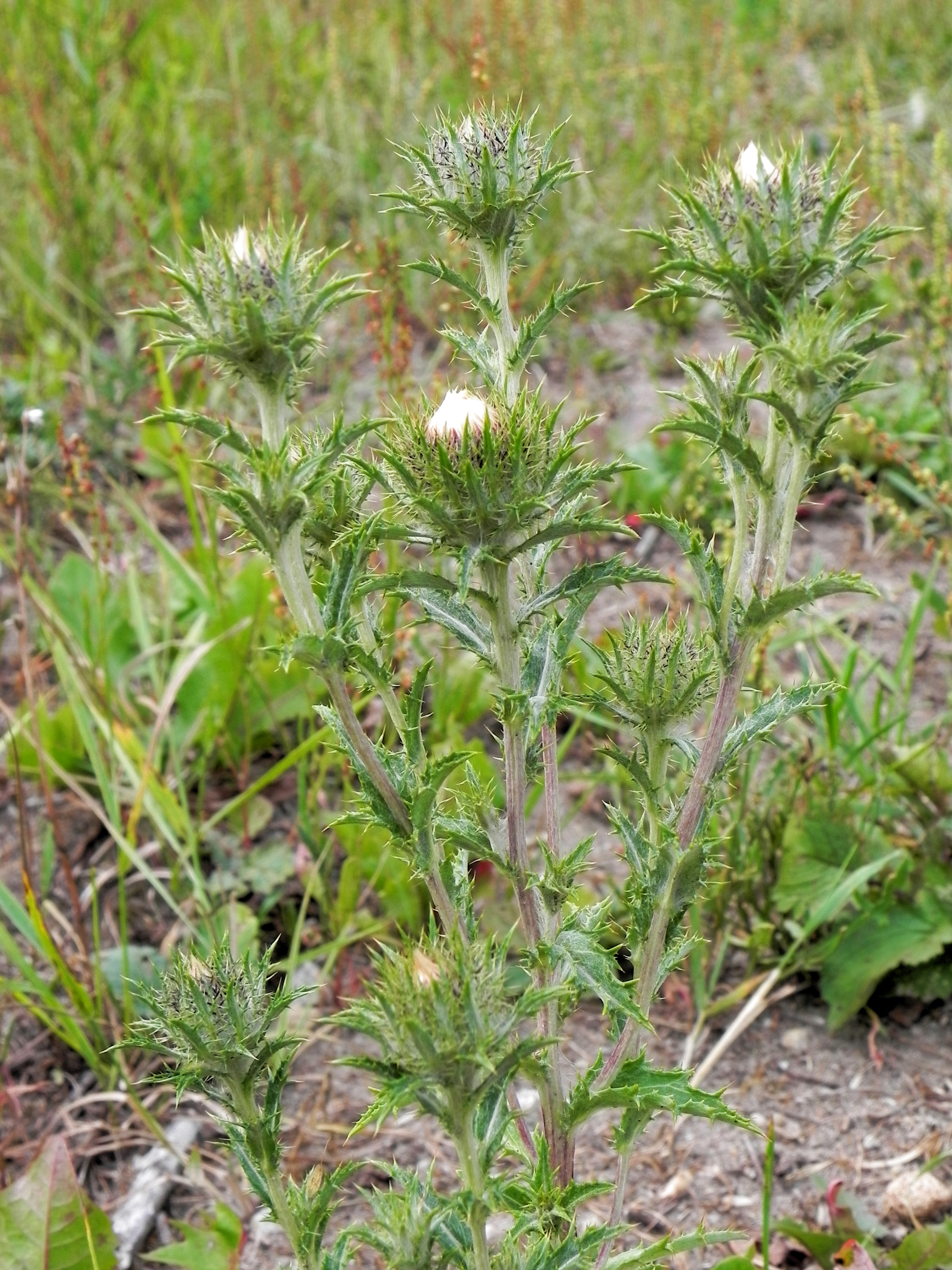
Carlina vulgaris
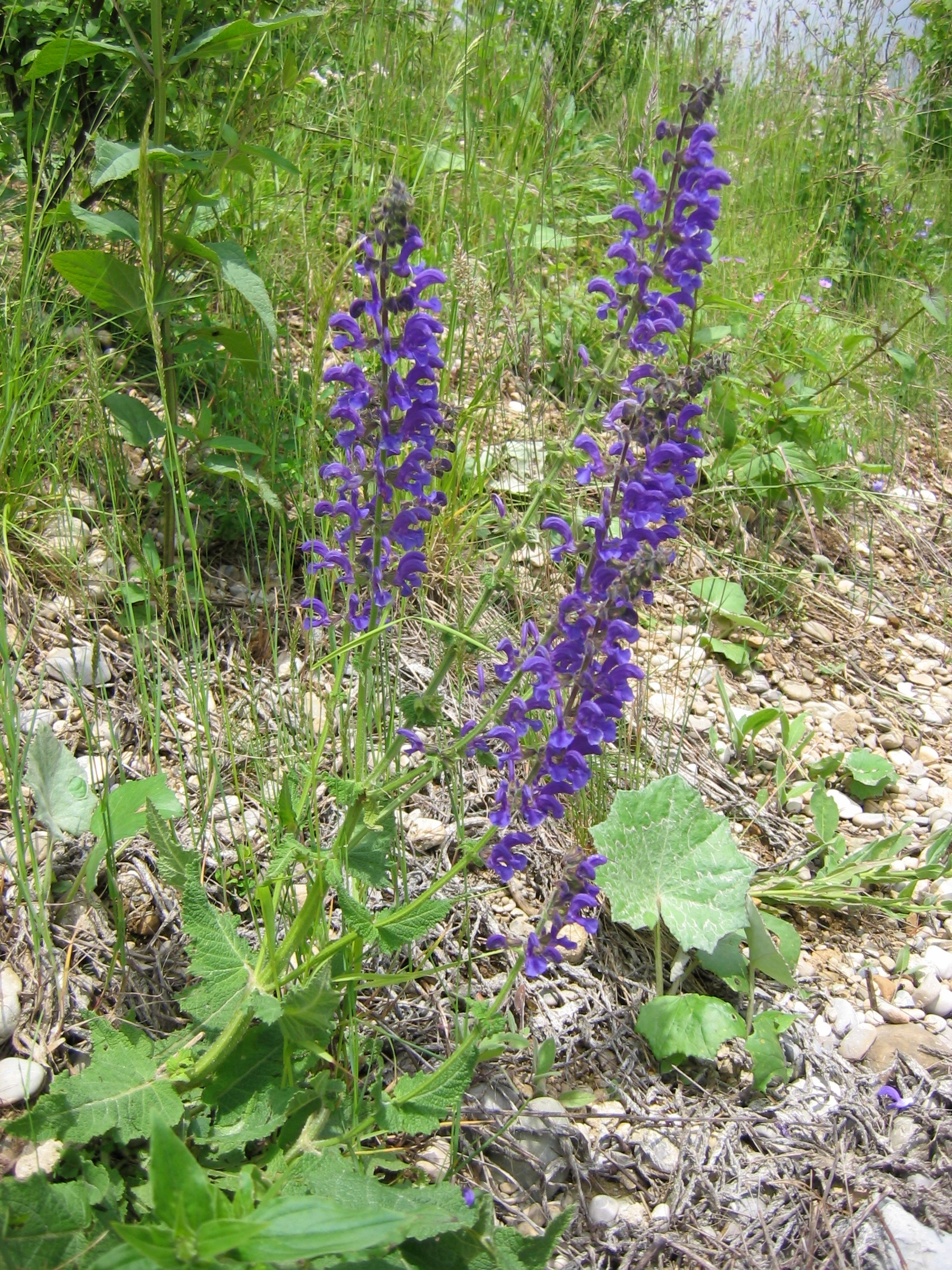
Salvia pratensis
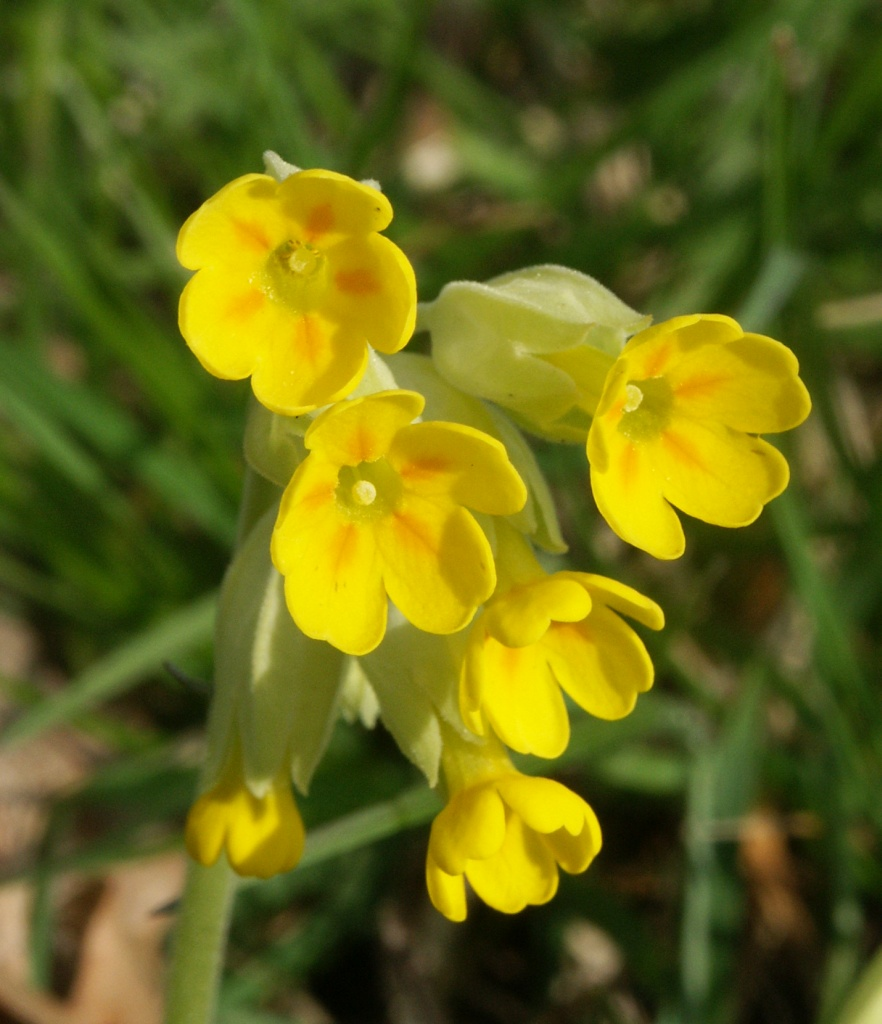
Primula veris

Besonders reich sind die Trespen-Trockenrasen an Orchideenarten. Typische Arten sind Helm-Knabenkraut Orchis militaris, Dreizähniges Knabenkraut Neotinea tridentata, Brand-Knabenkraut Neotinea ustulata, Bocks-Riemenzunge Himantoglossum hircinum, Fliegen-Ragwurz Ophrys insectifera, Bienen-Ragwurz Ophrys apifera und zahlreiche weitere.

### Steppenrasen

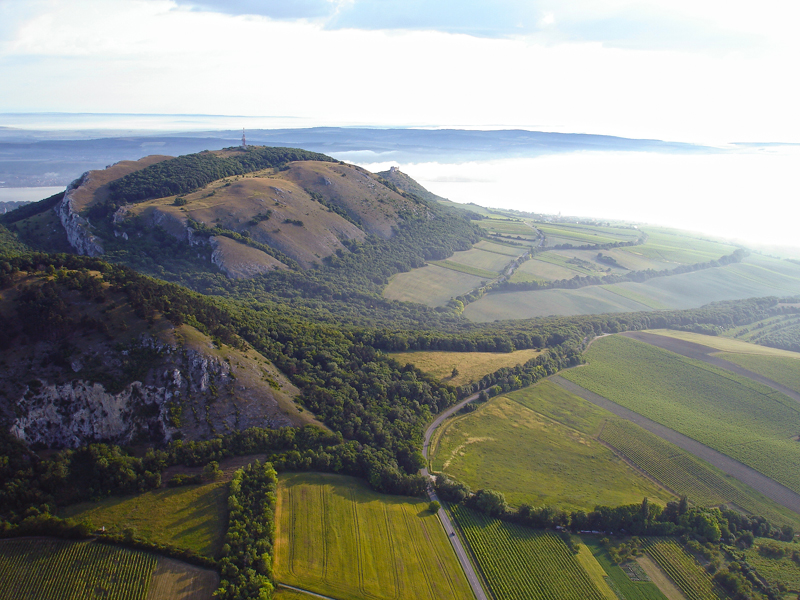
Steppenrasen (Pálava, Südmähren)

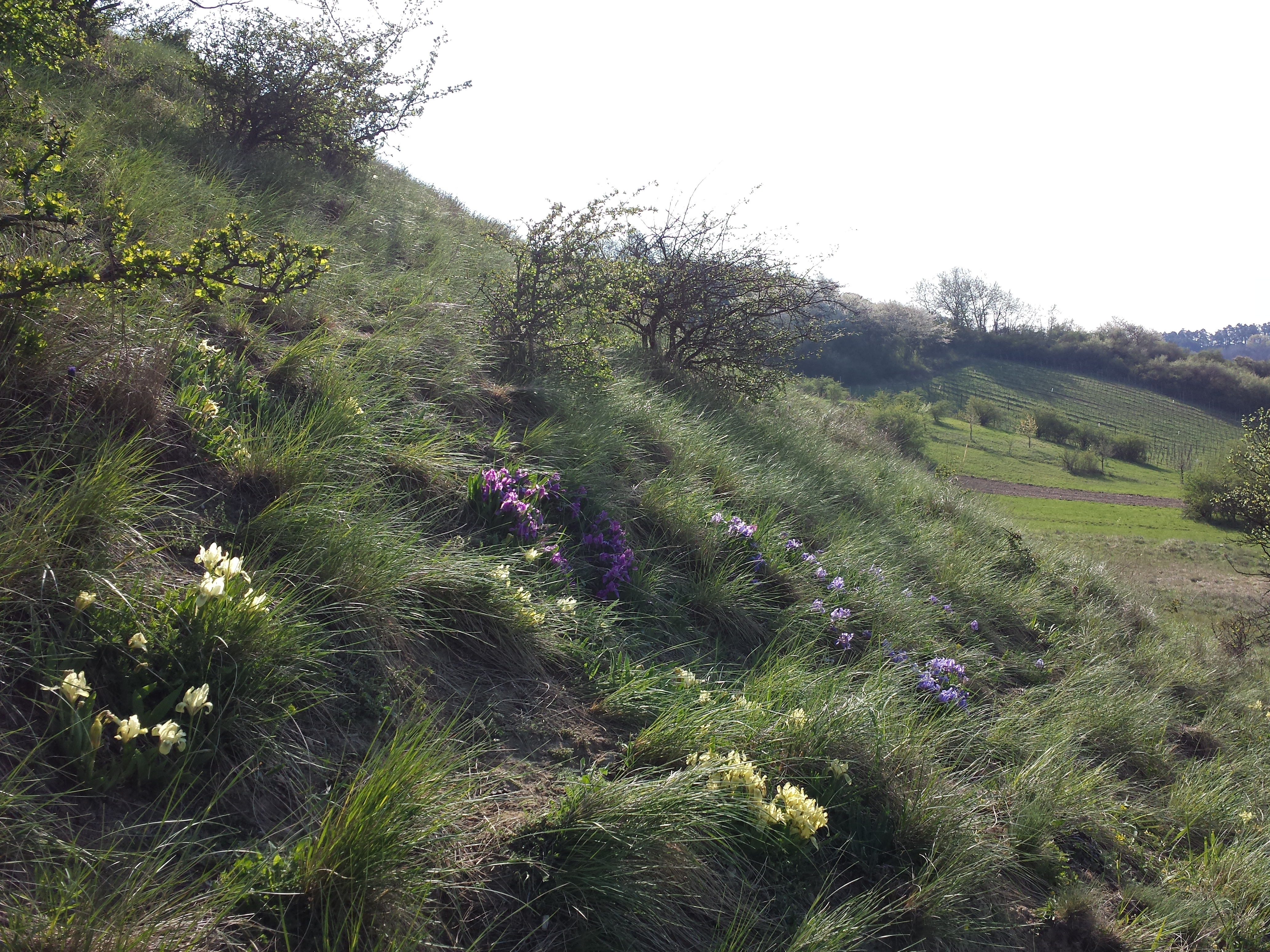
Steppenrasen in Österreich (NSG „Haulesbergen“ bei Mistelbach) mit Zwerg-Schwertlilie Iris pumila

Im nordöstlichen und östlichen Mitteleuropa werden die Trespen-Trockenrasen ersetzt durch Steppenrasen. In Deutschland können sich Steppenlebensräume in Regionen mit in der Regel unter 500 bis 600 mm Jahresniederschlag ausbilden. Sie gehen graduell in die echten Steppen Osteuropas und des anschließenden Asiens über, im Gegensatz zu diesen sind sie aber nicht von Natur aus, aufgrund zu geringer Niederschläge, waldfrei, sondern haben ihren Baumbestand durch menschliche Nutzung verloren. Beide sind aber in ihrer Artenzusammensetzung so verwandt, dass sie im pflanzensoziologischen System in dieselbe Ordnung Festucetalia vallesiacae gestellt werden (wobei es innerhalb der Steppen auch verbreitet auch Flächen anderer Vegetationstypen gibt, zum Beispiel auf sandigen oder auf salzbeeinflussten Böden). Benannt ist diese nach dem Walliser Schwingel Festuca valesiaca, einer Art aus dem Artenaggregat des Schaf-Schwingels. Außerdem typisch ist Zierliches Schillergras Koeleria macrantha. Auffallender für die Steppenrasen sind aber die Federgräser, vor allem Echtes Federgras Stipa pennata und Haar-Pfriemengras Stipa capillata. Diese kommen aber nur in initialen oder gestörten Steppenrasen, mit teilweise offenem Boden, oder in Felssteppen zur Vorherrschaft. Steppenrasen kommen in Mitteleuropa vom Mitteldeutschen Trockengebiet, Rheinhessen, der Gegend um Würzburg, dem östlichen Frankenjura und dem unteren Donautal an ostwärts vor. Weiter westlich gedeihen sie nur in den inneralpinen Trockentälern wie dem Wallis oder dem Vinschgau, die ebenfalls eher Kontinentalklima besitzen. In Österreich konzentriert sich die Steppenvegetation auf das Weinviertel in Niederösterreich, das Wiener Becken und das nördliche Burgenland, die größten erhaltenen Steppen liegen im Steinfeld bei Wiener Neustadt. Die Steppenregion wird als pannonische Florenprovinz gefasst.
Nach der Trockenheit des Standorts wird unterschieden der echte Steppenrasen (Verband Festucion valesiacae, alle Gesellschaften in Deutschland stark gefährdet (Rote Liste 2) und der Kratzdistel-Zwenkenrasen (Cirsio pannonici-Brachypodion pinnati) auf frischeren und tiefgründigeren Standorten, in Deutschland stark gefährdet (Rote Liste 2). Zu den Charakterarten gehören Wiesen-Kuhschelle Pulsatilla pratensis subsp. nigricans, Frühlings-Adonisröschen Adonis vernalis, Stängelloser Tragant Astragalus exscapus, Zottiger Spitzkiel Oxytropis pilosa, Sand-Fingerkraut Potentilla incana, Pferde-Sesel Seseli hippomarathrum, Ohrlöffel-Leimkraut Silene otites.

### Kalkmagerrasen Nordeuropas
Die Kalkmagerrasen Irlands, Englands und Skandinaviens sowie des Baltikums, sowie Nordostdeutschlands (Mecklenburg-Vorpommern und Brandenburg) unterscheiden sich von den südmitteleuropäischen in ihrer Artenzusammensetzung. Für die Vegetation dieses Raums sind verschiedene Namen gebräuchlich. Die westlicher verbreiteten werden von den meisten Autoren noch den Trespen-Trockenrasen zugeschlagen. Für die östlicher verbreiteten wurden verschiedene Namen vorgeschlagen, einige Autoren nennen sie Helianthemo-Globularion, andere bevorzugen den Namen Filipendulo vulgaris-Helictotrichion pratensis, zahlreiche weitere Namen sind in Gebrauch Typisch ist, neben dem Ausfall zahlreicher südlich verbreiteter Arten, dass eher säureertragende Arten häufiger sind. Der Echte Wiesenhafer Helictotrichon pratense ist weitaus häufiger und steter als weiter südlich. Weitere typische Arten sind Kleines Mädesüß Filipendula vulgaris, Knack-Erdbeere Fragaria viridis, Bastard-Frauenmantel Alchemilla glaucescens und Nordisches Labkraut Galium boreale.

## Funga
Kalkmagerrasen sind, bei reicher Fauna und Flora, eher arm an charakteristischen Pilzarten. Zu den Arten, die hier ihren Verbreitungsschwerpunkt haben, gehören Kalkliebender Filz-Saftling Hygrocybe calciphila, Rauer oder Starkbehöfter Erdstern Geastrum berkeleyi und Schwarzrote Erdzunge Geoglossum atropurpureum. Weitere Kalkzeiger sind Filziger Bovist Bovista tomentosa und Schwarzbehöfter Stielbovist Tulostoma melanocyclum.

## Fauna
Kalkmagerrasen gehören in Nordwesteuropa zu den artenreichsten Lebensräumen. Hier leben zahlreiche Tierarten, die in besonderer Weise auf Trockenheit und Wärme angewiesen sind, sogenannte xerothermophile Arten. Meist handelt es sich dabei um Arten mit Schwerpunktvorkommen im nördlichen Mittelmeerraum oder der Gebirgszone der Mittelmeerregion, sogenannte submediterrane Arten. Die meisten hier verbreiteten Arten besitzen also ein größeres Areal und erreichen in den Kalkmagerrasen die Nordgrenze ihrer Verbreitung. Hingegen gibt es nur sehr wenige exklusiv oder schwerpunktmäßig ausschließlich hier verbreitete, endemische, Arten. Neben Arten mit hohem Wärmebedürfnis und Spezialisten für Lebensräume mit offenem Böden, oder Bereichen mit geringer Vegetationsdeckung, tragen zum Artenreichtum von Kalkmagerrasen spezialisierte Pflanzenfresser von hier verbreiteten Pflanzenarten bei, zum Beispiel unter den Schmetterlingen, und außerdem Arten, die Kalkmagerrasen als Teilhabitat in größeren Vegetationsmosaiken besiedeln, zum Beispiel Arten, die niedrige rasenartige Vegetation zusammen mit Gebüschen bevorzugen.

### Vögel
Zu den Vogelarten mit Verbreitungsschwerpunkt in Kalkmagerrasen oder meist eher Komplexen aus Magerrasen mit Hecken und Gebüschen zählen Arten wie Ortolan Emberiza hortulana, Sperbergrasmücke Sylvia nisoria, Heidelerche Lullula arborea, Neuntöter Lanius collurio. Spezialisten für steppenartige Habitate, die Mitteleuropa nur noch selten und randlich erreichen, sind etwa Triel Burhinus oedicnemus und Trappen wie Großtrappe Otis tarda und Zwergtrappe Tetrax tetrax. In den kurzrasigen Beständen jagen in Süd- und Osteuropa bevorzugt Greifvögel wie Rotfußfalke Falco vespertinus, Lannerfalke Falco biarmicus, Wespenbussard Pernis apivorus, Schlangenadler Circaetus gallicus und Wiesenweihe Circus pygargus.

### Schmetterlinge
Kalkmagerrasen gehören zu den europäischen Lebensraumtypen mit den meisten Tagfalterarten, mit 274 Arten kommt hier etwa die Hälfte aller europäischen Arten vor, darunter 37 gefährdete Arten. Unter den vorkommenden Arten haben zum Beispiel Silbergrüner Bläuling Polyommatus coridon, Himmelblauer Bläuling Polyommatus bellargus, Roter Würfel-Dickkopffalter Spialia sertorius, Colias erate, Kreuzenzian-Ameisenbläuling Phengaris rebeli hier ihren Verbreitungsschwerpunkt. Für den Artenschutz ist der Lebensraum außerdem etwa von besonderer Bedeutung für Mattscheckiger Braun-Dickkopffalter Thymelicus acteon und Orangeroter Heufalter Colias myrmidone

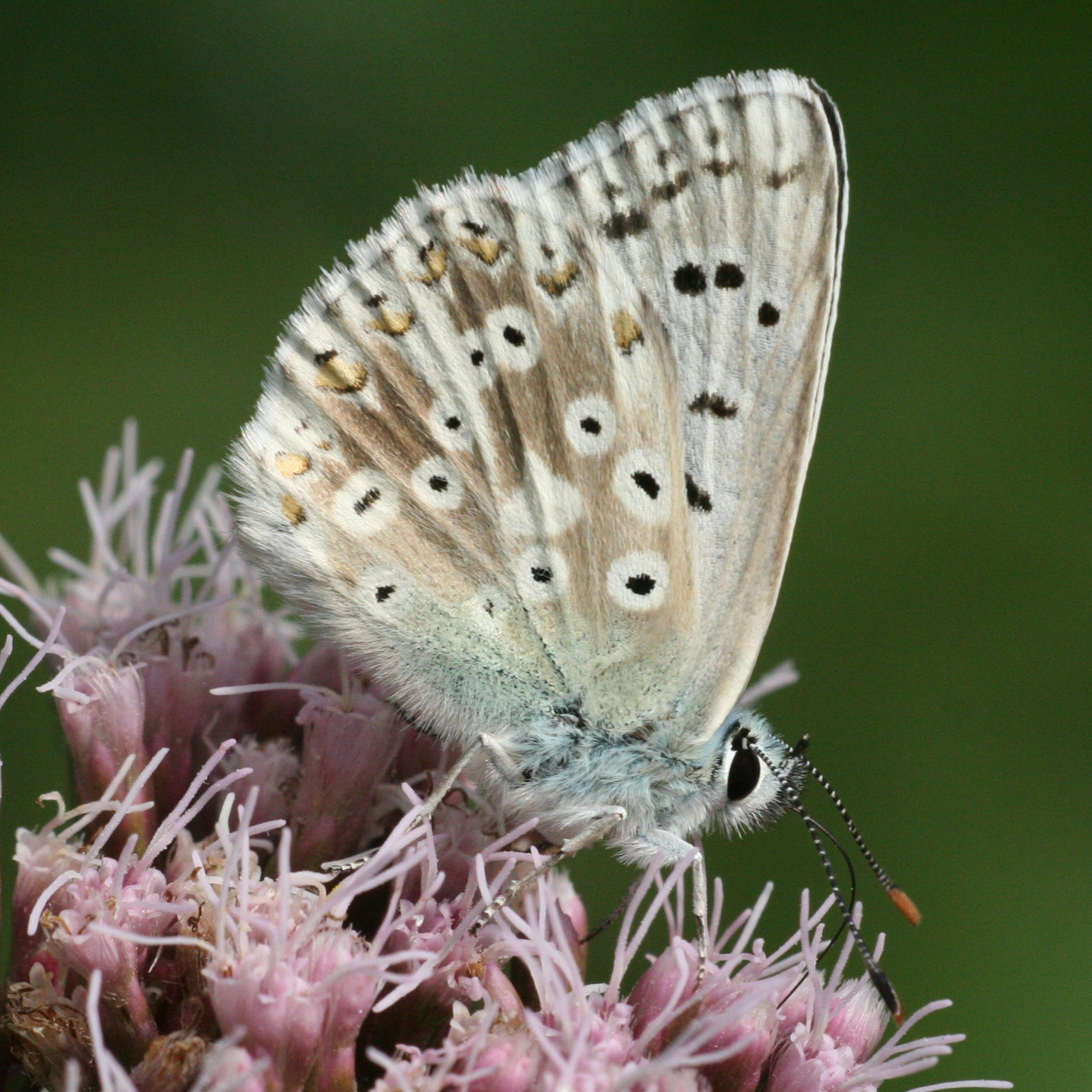
Polyommatus coridon
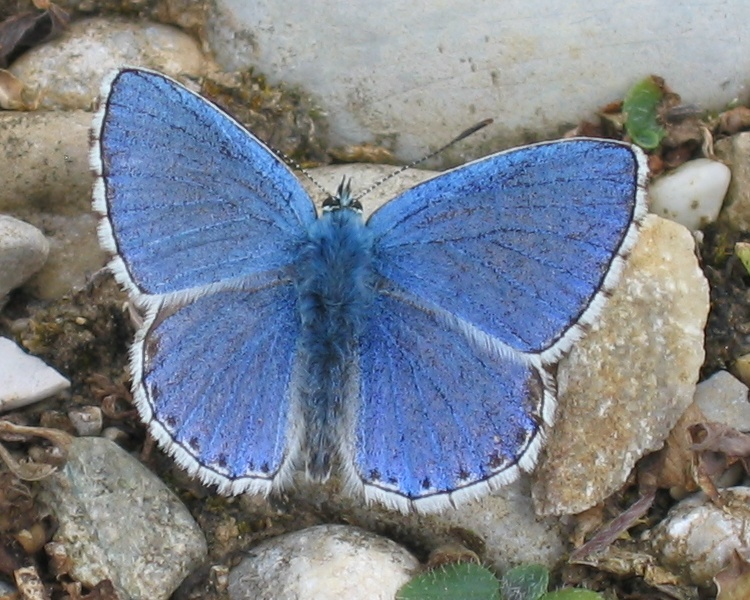
Polyommatus bellargus
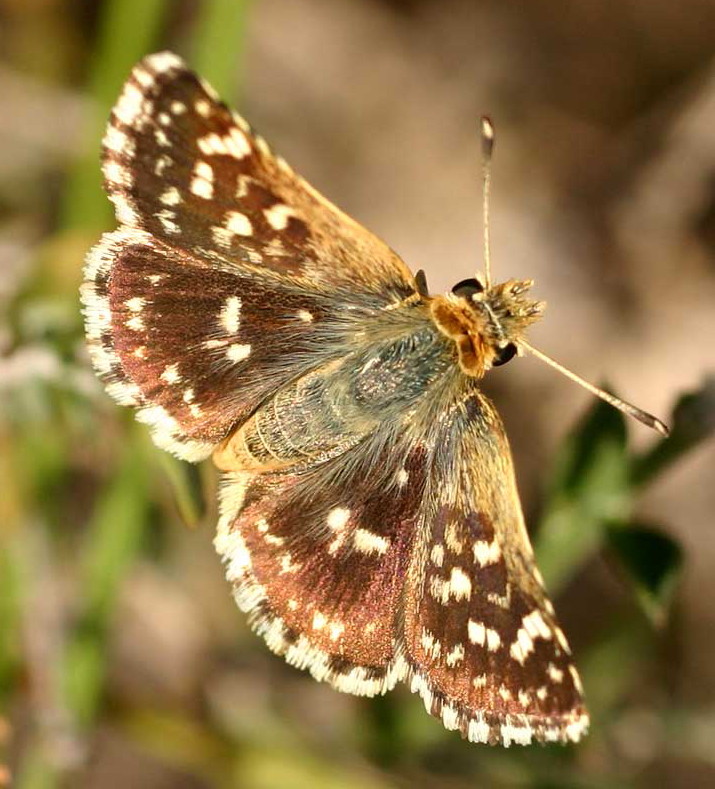
Spialia sertorius
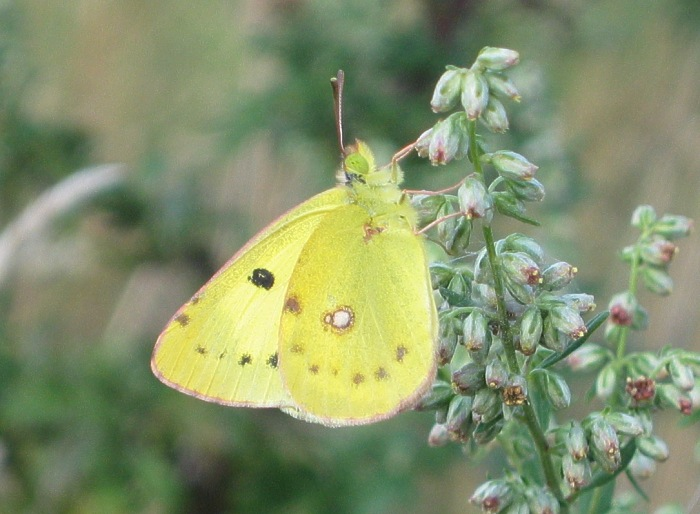
Colias erate
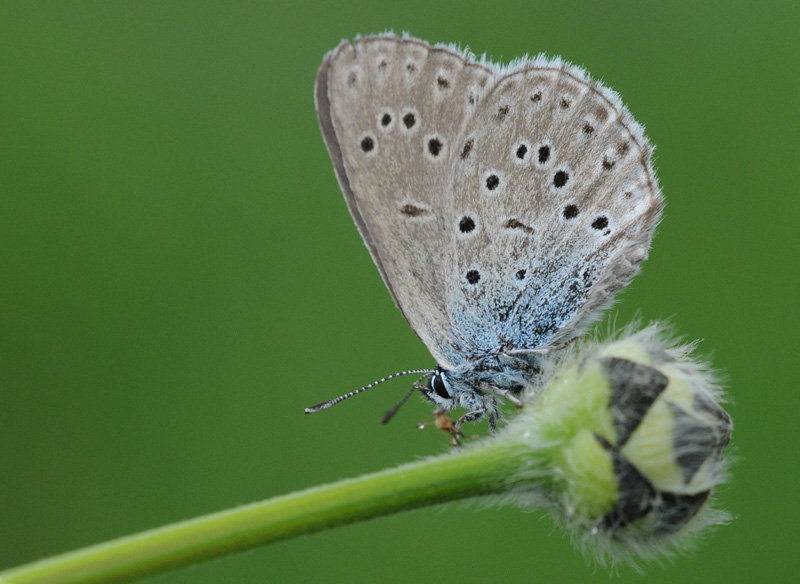
Phengaris rebeli
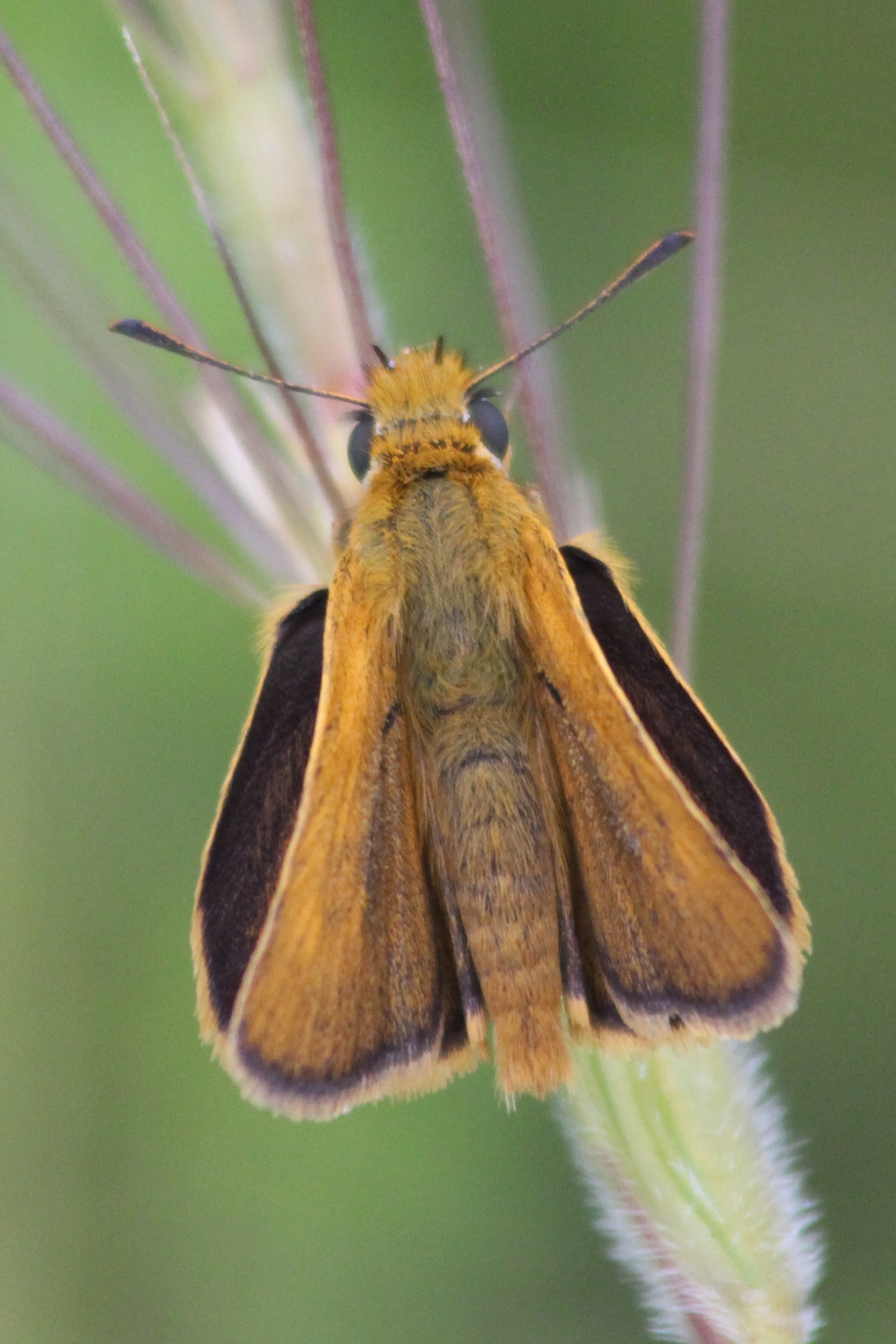
Thymelicus acteon
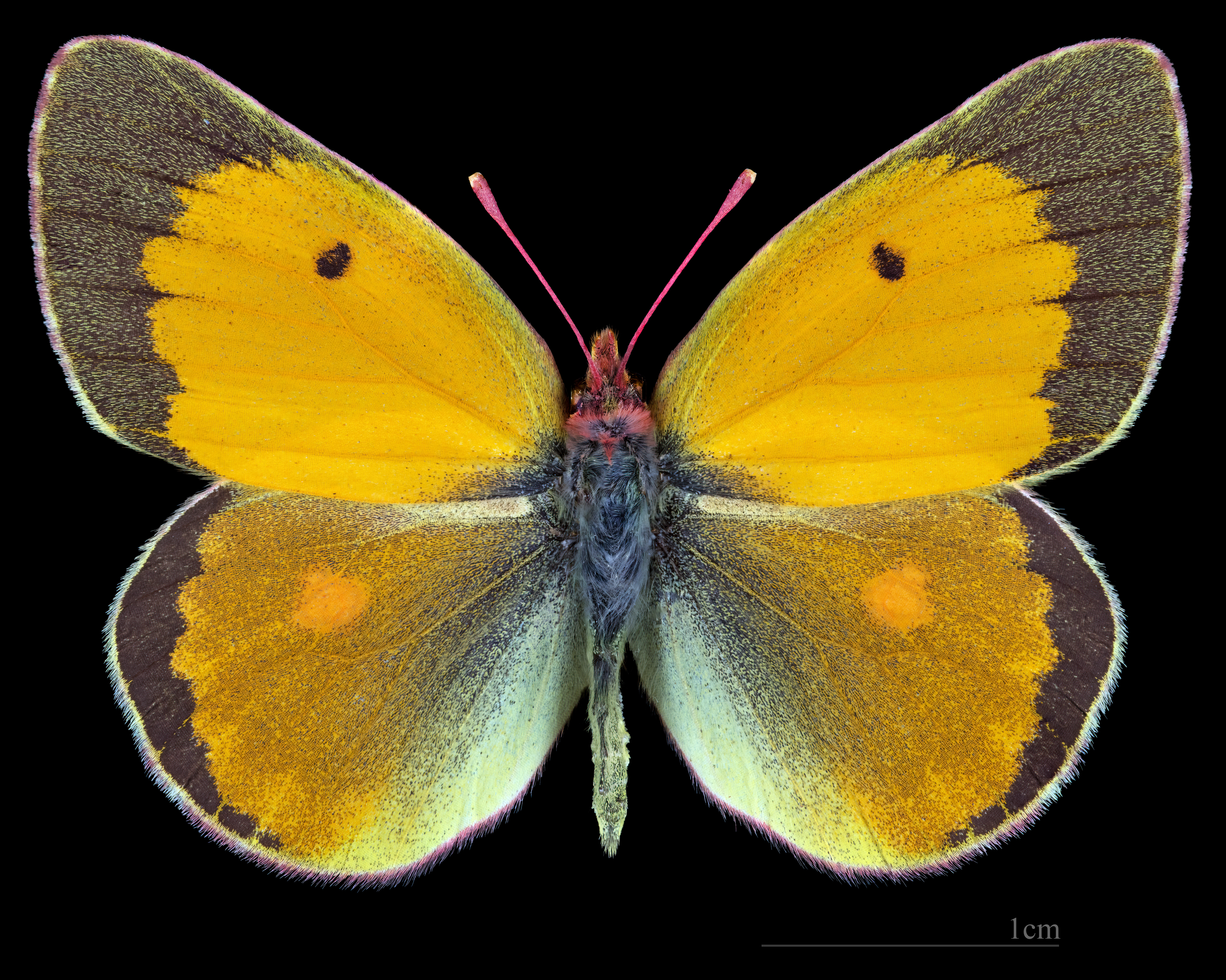
Colias myrmidone

Eine weitere für Kalkmagerrasen typische Gruppe sind die roten Widderchen. Häufigste Arten sind meist Sechsfleck-Widderchen Zygaena filipendulae und Thymian-Widderchen Zygaena purpuralis.
Die Artenzahlen der Schmetterlinge, insbesondere auch der Tagfalter, auf Kalkmagerrasen gehen seit Jahrzehnten in besorgniserregender Weise zurück. Dies gilt bisher auch für Schutzgebiete und für Gebiete mit Biotoppflege durch den Naturschutz. Für den Artenschutz der Schmetterlinge wird auf Kalkmagerrasen bei Pflege durch Mahd entweder ein später Schnittzeitpunkt oder das Stehenlassen des Bestands auf etwa 10 bis 20 Prozent der Fläche empfohlen.

### Heuschrecken
Kalkmagerrasen gehören für die Heuschrecken in Mitteleuropa zu den Lebensraumtypen mit besonderer Bedeutung. Ihre Besiedlung hängt aber, neben der Vegetationshöhe, ihrer Struktur und Deckung auch stark von der Region / dem Naturraum ab, so dass sich bereits in Gebieten wie dem Bundesland Baden-Württemberg merkliche regionale Unterschiede ergeben. Neben zahlreichen weiter verbreiteten Arten gehören zur typischen Artenausstattung Rote Keulenschrecke Gomphocerippus rufus, Feldgrille Gryllus campestris, Heidegrashüpfer Stenobothrus lineatus, Zweifarbige Beißschrecke Metrioptera bicolor, Westliche Beißschrecke Platycleis albopunctata. Hinzu kommt eine Artengruppe, die gut besonnte, vegetationsarme Bodenstellen bevorzugt, die bevorzugt im Bereich von Magerrasen erhalten sind. Zu ihnen zählen Blauflügelige Ödlandschrecke Oedipoda caerulescens, Rotflügelige Schnarrschrecke Psophus stridulus, Schwarzfleckiger Grashüpfer Stenobothrus nigromaculatus, Rotleibiger Grashüpfer Omocestus haemorrhoidalis, Langfühler-Dornschrecke Tetrix tenuicornis, Zweifleck-Dornschrecke Tetrix bipunctata. In anderen Regionen kommen, neben einigen der erwähnten, andere Arten bevorzugt in Kalkmagerrasen vor, zum Beispiel Warzenbeißer Decticus verrucivorus in Brandenburg, Steppengrashüpfer Chorthippus vagans in Thüringen. In England gelten als charakteristische Arten: Gomphocerippus rufus, Stenobothrus lineatus, Buntbäuchiger Grashüpfer Omocestus rufipes (in verbuschten Kalkmagerrasen), Decticus verrucivorus. Im Gegensatz zur Schmetterlingsfauna ist die Heuschreckenfauna der Kalkmagerrasen oft besser erhalten, sofern ihre Lebensräume noch existieren, sind viele Arten in ihrer Verbreitung weit weniger zurückgegangen. Ein Rückgang zeichnet sich hier vor allem bei Arten vegetationsarmer Bodenstellen ab.

### Laufkäfer
In der häufig zur Bioindikation verwendete Familie der Laufkäfer (Carabidae) sind etwa ein Drittel Arten, deren Vorkommen in Mitteleuropa in warmtrockenen Biotopen liegen. Hier liegt der Anteil der als Larve überwinternden Arten und derjenige der tagaktiven Arten deutlich höher als in der Gesamtfauna; dadurch sind etwa Arten mit heller oder mit metallischer Oberfläche, die Licht und Wärme reflektiert, im Verhältnis häufiger als schwarze Arten. Die meist lehmigen Böden der Kalkmagerrasen begünstigen dabei eine andere Fauna als andere xerotherme Habitate wie die Sandböden der Dünen und Sandmagerrasen. Dadurch kommen z. B. mehr in Spalten Schlupfwinkel suchende Arten als solche mit grabender Lebensweise vor. Typisch für Kalkmagerrasen und andere Trockenbiotope auf Kalkböden sind in Deutschland die Arten Amara eurynota, Amara nitida, Bembidion pygmaeum, Cymindis angularis, Cymindis axillaris, Ophonus azureus, Ophonus cordatus, Ophonus puncticollis und Panagaeus bipustulatus. Wärme, aber etwas höhere Bodenfeuchte und damit eher Habitate mit wiesenartig geschlossener Vegetationsdecke bevorzugen Brachinus crepitans, Callistus lunatus, Licinus cassideus, Olisthopus rotundatus und Ophonus stictus. Ein großer Teil dieser Arten gelten auch in England als typisch für Kalkmagerrasen.

## Naturschutz

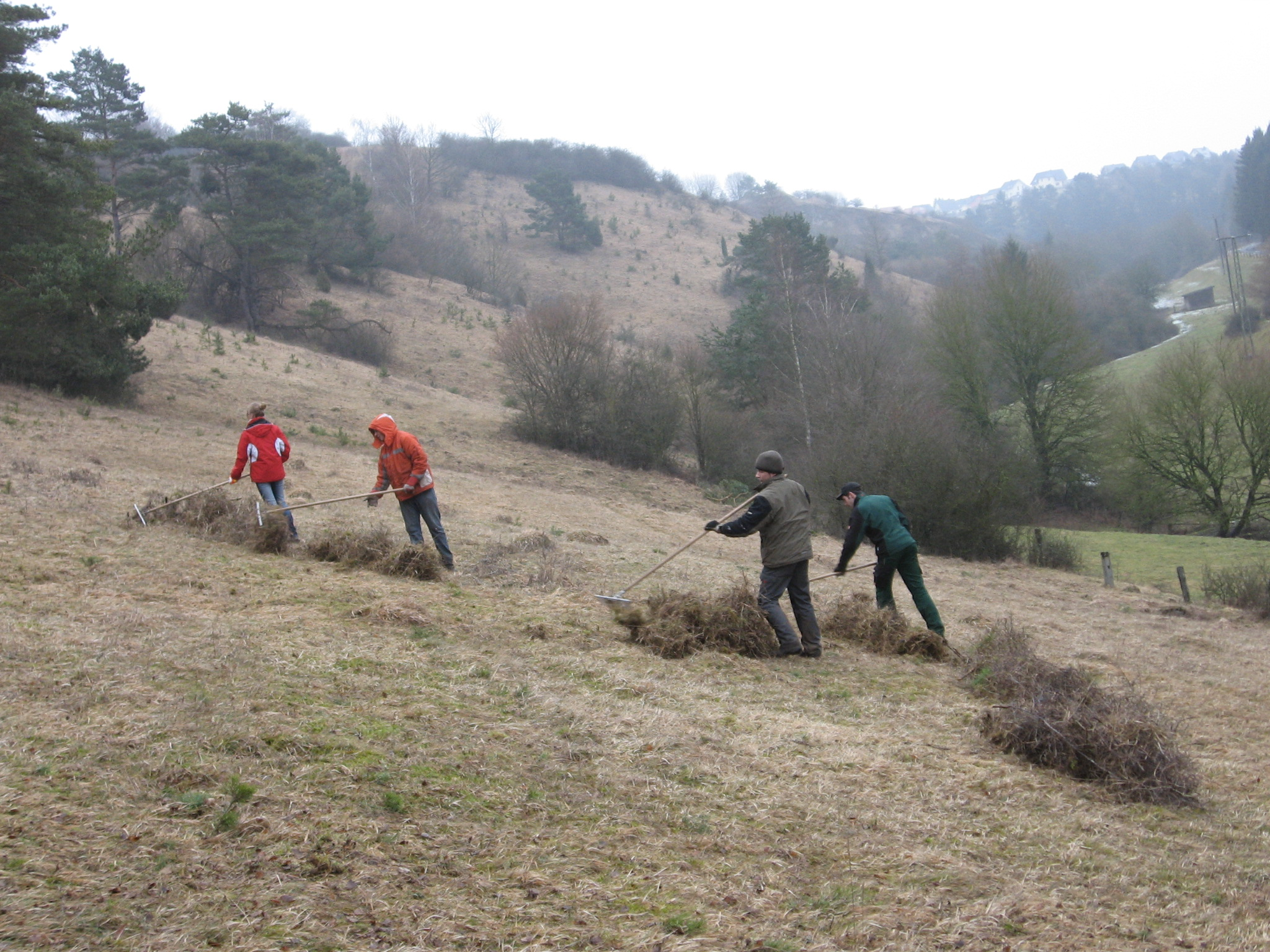
Pflege eines Kalkmagerrasens Naturschutzgebiet Wulsenberg bei Marsberg, Westfalen

In der Flora-Fauna-Habitat-Richtlinie der Europäischen Union ist der Lebensraumtyp 6210 Naturnahe Kalk-Trockenrasen und deren Verbuschungsstadien (Festuco-Brometalia) als schutzwürdiger Biotoptyp definiert. „Bestände mit bemerkenswerten Orchideen“ sind darüber hinaus „prioritärer“ Lebensraumtyp, für dessen Erhaltung die Europäische Union besondere Verantwortung trägt.
Der Lebensraumtyp ist außerdem Habitat der prioritären Art Pulsatilla slavika und der Anhang-IV-Arten Gentianella anglica und Maculinea arion.
Kalkmagerrasen sind bedroht durch nicht angepasste Bewirtschaftung, wie zum Beispiel Über- oder Unterbeweidung, völlige Nutzungsaufgabe mit der Sukzession über verschiedene Gebüsch-Gesellschaften letztlich zum Kalkbuchenwald, Aufforstung, Vordringen unerwünschter „Unkraut“-Arten, vor allem aber durch landwirtschaftliche Nutzungsintensivierung und Düngung, mit der Umwandlung in Fettwiesen. Auch der Eintrag von Stickstoff-Verbindungen aus Luftverschmutzung, mit ebenfalls düngender Wirkung, wirkt sich nachteilig aus. Einige Bestände werden durch weitere Aktivitäten, wie Kalksteinbrüche oder übermäßige Freizeitnutzung, zusätzlich bedroht. Zur Erhaltung der Kalkmagerrasen, als einer letztlich vom Menschen geschaffenen Vegetationseinheit, sind Pflegeeingriffe erforderlich. Werden die Flächen nur unter Naturschutz gestellt, aber nicht gepflegt, verschwinden sie im Lauf einiger Jahrzehnte und werden von Wäldern und Gebüschen abgelöst. Die Pflege soll sowohl das Vordringen der Holzgewächse verhindern als auch konkurrenzstarke hochwüchsige krautige Arten und Hochgräser zurückdrängen, außerdem soll sie die Bildung einer dichten oberirdischen Streuschicht mit wuchsverdämmender Wirkung und der Anreicherung von Nährstoffen entgegenwirken. Für die Pflege der Flächen haben sowohl Mahd als auch Beweidung jeweils Vor- und Nachteile. Beweidung ist mit Rindern, Schafen und Ziegen möglich, während Pferde generell als eher nachteilig für die Pflege eingeschätzt werden. Möglich ist sowohl kurzzeitige Beweidung mit hohen Viehdichten als auch Ganzjahresweide, dann sollen Beweidungsdichten von 2,5 Schafen oder 0,5 Rindern per Hektar nicht überschritten werden (Richtwert 0,25 Großvieheinheiten pro Hektar und Jahr). Beim Mähen wird auf den nährstoffarmen Standorten eine einzelne Mahd im Herbst, für die Schweiz: eher im Hochsommer (Juli), empfohlen. Generell soll die Pflege sich an der historischen landwirtschaftlichen Nutzung, die selbst heute unrentabel geworden ist und nicht mehr praktiziert wird, ausrichten.
Während die Steppenrasen (oder auch Wiesensteppen) Europas ursprünglich auch unter diesem Lebensraumtyp gefasst wurden, wurde nachträglich nach dem EU-Beitritt Österreichs, Finnlands und Schwedens für sie der zusätzliche Lebensraumtyp 6240, Subpannonische Steppen-Trockenrasen, eingeführt. Mit dem Beitritt der Balkanländer Südosteuropas mit ausgedehnterer Steppenvegetation wurde dieser noch feiner untergliedert und differenziert. Für den Lebensraumtyp 6240 wurden auch in Deutschland Schutzgebiete des Natura-2000 Netzes ausgewiesen, vorrangig in den Bundesländern Sachsen-Anhalt und Brandenburg. Die Ausweisung von Schutzgebieten zum Schutz dieser Lebensräume, Natura 2000-Gebiet, oft etwas salopp „FFH-Gebiet“ genannt, ist Aufgabe aller Mitgliedsstaaten.